# Abbaye Saint-Pierre de Moissac
Pour les articles homonymes, voir Abbaye Saint-Pierre et Église Saint-Pierre.
L'abbaye Saint-Pierre de Moissac est une ancienne abbaye des VIIe – XVe siècles qui se trouve dans la commune de Moissac, dans le département de Tarn-et-Garonne en région Occitanie.
Elle fait l’objet d’un classement au titre des monuments historiques par la liste de 1840. D'autres arrêtés de protection suivent en 1923, 1930, 1942, 1946, 1960 et 1998. Depuis 1998 elle est inscrite par l'UNESCO au patrimoine mondial de l'humanité au titre des chemins de Saint-Jacques-de-Compostelle en France.

## Présentation
L'abbaye, fondée au VIIIe siècle, fut rattachée en 1047 à la puissante abbaye de Cluny et devint, au XIIe siècle, le plus éminent centre monastique du Sud-Ouest de la France.
L'abbaye et le cloître offrent un exemple remarquable d'association des styles roman et gothique, mais c'est le tympan du portail sud qui constitue le chef-d'œuvre de Moissac. Exécuté dans la première moitié du XIIe siècle, il illustre la vision de saint Jean dans le livre de l'Apocalypse de la parousie du Christ.
Le cloître est le second monument remarquable de l'ensemble abbatial, avec ses 76 chapiteaux de 1100, dont 46 sont historiés, et de l'harmonie du mélange des chapiteaux et colonnettes datés avec certitude de 1100, dans une architecture gothique de la fin du XIIIe siècle.

## Histoire
Selon les bénédictins de Moissac, soucieux du prestige de leur abbaye, celle-ci aurait été fondée par Clovis en personne au lendemain d'une victoire remportée ici sur les Wisigoths, en 506. Le roi franc, ayant fait le vœu d'ériger un monastère s'il triomphait, lança du haut de la colline son javelot (selon les variantes c'est parfois une flèche) pour marquer l'endroit précis où s'élèverait « l'abbaye aux mille moines », en mémoire de mille de ses guerriers morts au combat. Or le javelot vint se planter au milieu d'un marais, ce qui nécessita des constructions sur pilotis. Une autre tradition populaire veut que Clovis ait agi sous l'impulsion d'une vision lors d'un rêve d'inspiration divine dans lequel saint Pierre vint à sa rencontre — d'où le nom de l'abbaye.
En réalité, à Moissac, on a pu trouver des traces d'occupation romaine : colonnes classiques, pièces de monnaie, tessons et fragments de maçonnerie ; mais le couvent peut être considéré comme l'un des nombreux monastères établis dans l'Aquitaine du VIIe siècle avec l'appui de souverains mérovingiens comme Dagobert, et sous l'impulsion sans doute de l'évêque de Cahors, saint Didier (630-655), appelé aussi Desiderius (ancienne forme de Didier), connu pour ses goûts de l'art et de la vie austère.
L'abbaye remonterait au milieu du VIIe siècle et les possessions de l'abbaye se seraient accrues amplement en l'an 680 par la donation d'un noble, Nizezius, de ses terres, serfs et églises,. Comme la charte de donation de Nizezius est un faux du XIe siècle, voire du début du XIe siècle, il est désormais admis que l'abbaye date plus vraisemblablement de la fin du VIIe siècle (sous Didier de Cahors) ou bien seulement sous Louis le Pieux au début du IXe siècle. Le privilège de la protection royale fut renouvelé ou affirmé au début du IXe siècle par Louis le Pieux, alors roi d'Aquitaine, protection remplacée bientôt par celle des comtes de Toulouse.
Mais la situation de la ville sur la grande voie de passage, routière et fluviale, reliant Bordeaux et Toulouse, la rendait particulièrement vulnérable aux invasions. Ainsi l'abbaye fut-elle saccagée lors de la campagne omeyyade de 719-721 marquée par la victoire des Francs à Toulouse en 721, puis lors de la campagne marquée par la défaite des Omeyyades à Poitiers en 732. Un siècle plus tard, de nouveaux pillages furent le fait des Vikings qui remontaient la Garonne puis, au Xe siècle, des Hongrois.
Reconstruite, elle fut de nouveau endommagée en 1030 par un écroulement du toit, en 1042 par l'incendie qui frappa toute la ville, mais aussi par l'attitude laxiste des moines qui l'occupaient : un repaire de voleurs.

### Le rattachement à Cluny, par saint Odilon
En 1047, Odilon de Mercœur, de passage, nomme à la tête de l'abbaye Durand de Bredon ; tout est à refaire, car théorie et pratique sont devenues très éloignées l'une de l'autre. Les moines bénédictins, en principe astreints aux travaux manuels et agricoles, se déchargent en fait de leurs corvées sur les frères convers et les serfs. Sous la direction de l'abbé Étienne, la discipline s'est considérablement relâchée. Ce personnage ne doit son siège abbatial qu'à la bienveillance de Gaubert, un seigneur local qui avait acheté l'abbaye fort cher. L'abbé Durand fait construire une nouvelle église, consacrée en 1063 et travaille aussi pour l'ensemble des biens de l'abbaye.
| Étape précédente Lauzerte | Pèlerinage de Saint-Jacques-de-Compostelle Via Podiensis | Étape suivante Auvillar |

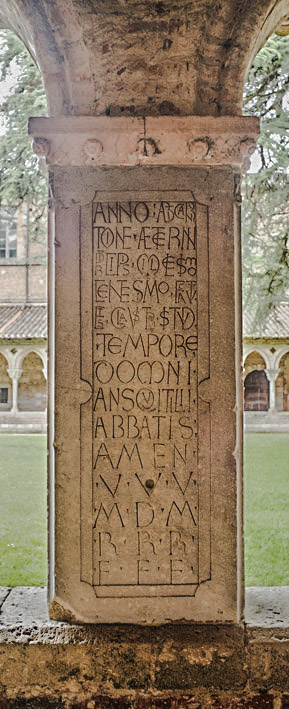
Consécration du cloître.

Le choix de Moissac comme étape majeure sur le chemin de Saint-Jacques-de-Compostelle entraîne une brillante renaissance spirituelle et artistique. Avec le grand abbé d'origine auvergnate dom Durand de Bredon (1048-1072), en même temps évêque de Toulouse, débute l'âge d'or du monastère, qui étend ses possessions dans tout le Midi languedocien et jusqu'en Espagne. L'abbaye est gouvernée par de grands abbés :
- dom Hunaud (1072-1085), qui fut vicomte de Brulhois, qui acquit de nombreuses terres mais se trouva en butte à d'incessantes controverses ecclésiastiques et conflits avec les seigneurs voisins[12].
- dom Ansquitil[13] (1085-1108) est nommé abbé après que dom Hunaud de Gavarret (parfois appelé de Béarn) se soit retiré au prieuré de Layrac. Il est contesté par un moine nommé Hunaud qui prend et incendie la ville. Le pape Urbain II intervient vers 1093 et exige de l'évêque de Cahors et du comte de Toulouse qu'ils rétablissent Ansquitil dans sa dignité d'abbé. Le pape s'est rendu à l'abbaye de Moissac en 1097 où il consacre le maître-autel de l'église. Par une bulle donné le 7 mai 1097, le pape exige la restitution d'une quarantaine d'églises à l'abbaye de Moissac et lui confirme la possession d'un très grand nombre d'abbayes[14]. Il fait ériger le cloître, achevé en 1100[15].
- Le bienheureux Roger (1115-1131) fait construire une nouvelle église à coupole[16] dans le style de Cahors et Souillac, et c'est surement à lui que l'on doit la tour-porche et le portail avec son célèbre tympan (1135).

Le XIIe siècle est le plus prospère pour l'abbaye, qui possède alors des terres et des prieurés jusque dans le Périgord, le Roussillon, la Catalogne. Dans la hiérarchie de Cluny, l'abbé de Moissac vient en second, juste après l'abbé de Cluny. Les moines de Moissac sont connus aux XIe – XIIe siècles pour leur scriptorium et leur grande bibliothèque de 160 livres, l'une des plus grandes d'Europe à l'époque. Les manuscrits ont été vendus en 1678 à Colbert, puis au XVIIIe siècle entrent dans la bibliothèque du roi en 1732 avec son acquisition de celle de Colbert. La dite bibliothèque est aujourd'hui à la Bibliothèque Nationale de France qui conserve encore aujourd'hui 125 manuscrits de Moissac dont certains ont été numérisés dans le cadre du programme France-Angleterre 700-1200 de Gallica.
En 1188, la ville est ravagée par un incendie, puis peu après assiégée par les Anglais, qui finissent par la prendre. Lors de la croisade des Albigeois (1208-1229) Moissac se retrouve assiégée par Simon de Montfort en 1212. La ville souffrira cependant peu car les Moissagais préféreront se rendre et livrer à Simon de Montfort les soldats du comte de Toulouse présents dans la ville.
À la fin du XIIIe siècle, les grands abbés bâtisseurs Raymond de Montpezat, puis Bertrand de Montaigu (1260-1293) peuvent relever les ruines, ce qui explique des arcs en briques qui sont typiques de l'époque, mais leur œuvre est anéantie par la guerre de Cent Ans. Les exactions des Grandes Compagnies s'ajoutent à une épidémie de peste dans cette ville frontière, aux portes de l'Aquitaine anglaise, âprement disputée par les deux camps. À la fin du XVe siècle et au commencement du XVIe, la tourmente passée, Aimery de Roquemaurel (1431-1449) puis Pierre de Carmaing (1449-1483) doivent reconstruire presque entièrement leur abbatiale ruinée ; ils réalisent de grands travaux, en particulier la partie gothique de l'abbatiale, le haut de nombreux murs, les voûtes.
En 1625, l'abbaye est sécularisée, ce qui marque en grande partie son abandon.
Sous la Révolution en 1790, elle est supprimée, vendue à un citoyen patriote, qui l'offre à la ville. En octobre 1793, le cloître et l'église avec son mobilier de l'église, ses vitraux, ses ornements et les pièces d'orfèvrerie du Trésor sont saccagés et livrés au pillage au cours d'une émeute.
Une garnison y stationne sous le Premier Empire, ce qui ruine les pavements et les sculptures ; elle sert aussi de fabrique de salpêtre.
Ce à quoi ni les exactions des soldats ni celles des émeutiers n'aboutirent, les ingénieurs du chemin de fer faillirent bien en porter la terrible responsabilité. Le cloître, qui se situait sur le tracé prévu de la ligne Bordeaux-Sète, devait être entièrement démoli. De multiples protestations permirent de le sauver in extremis, d'où la courbe dessinée ici par le rail, pour l'éviter. Cependant, le grand réfectoire et les cuisines des moines, au nord, furent sacrifiés. L'événement eut le mérite d'alerter la toute jeune administration des Monuments historiques qui, sous la direction de l'architecte Viollet-le-Duc, entreprit les premiers travaux de sauvegarde.

## Architecture

### L'abbaye

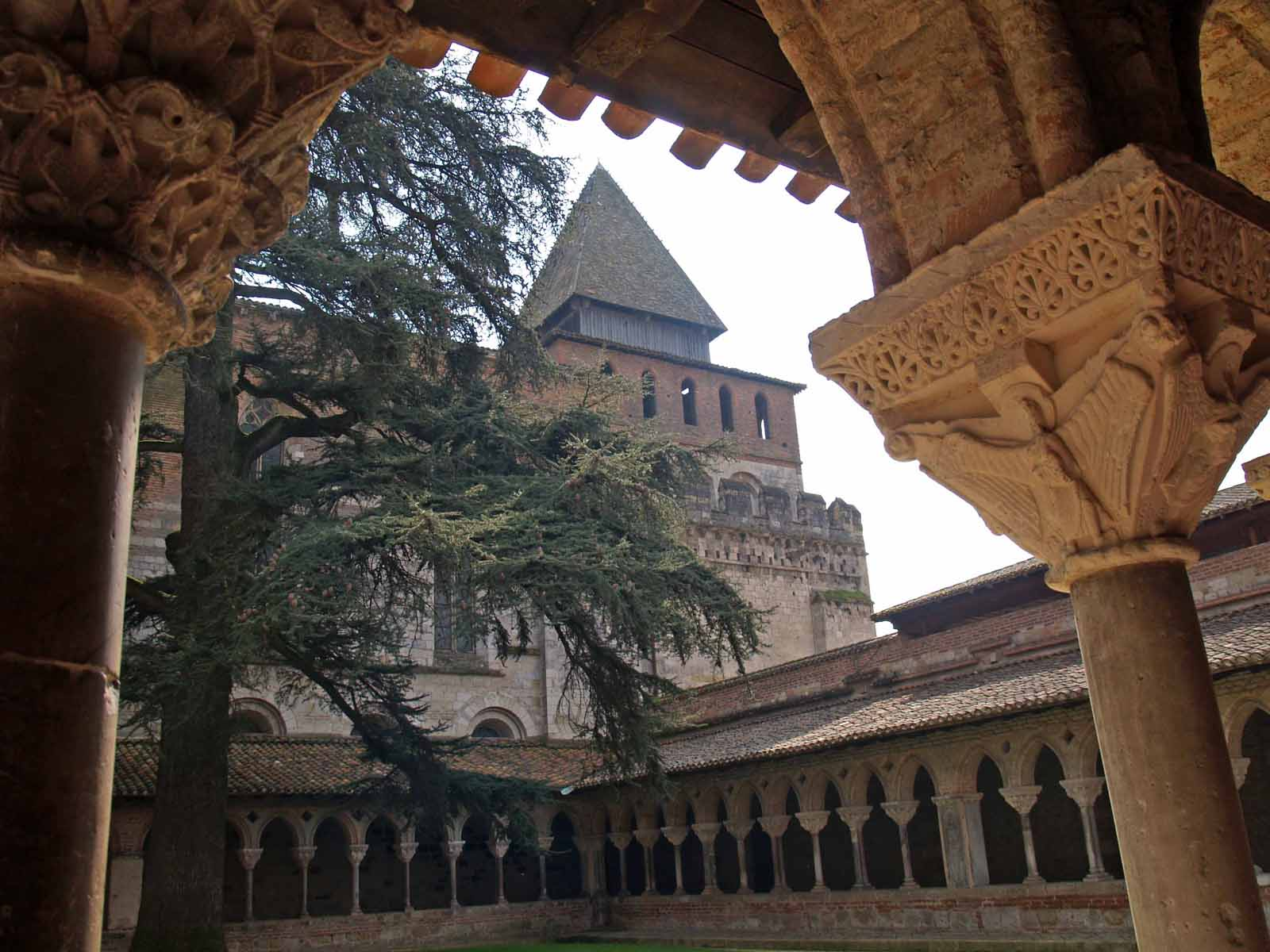
Le clocher vu du cloître.

Des fouilles ont révélé sous l'abbatiale Saint-Pierre le couloir annulaire d'une église préromane avec un graffiti du IVe siècle, et les piliers ronds de la nef primitive. La partie la plus ancienne qui subsiste est le clocher-porche de 1120, fortifié vingt ans après et abritant un portail roman. La partie basse de la nef, en pierre, est également romane, mais la partie haute en briques est du gothique méridional ; les deux travées du chœur, l'abside à cinq pans et les chapelles sont du XVe siècle. On y voit une pietà du XVe siècle et une crucifixion du XVIIe siècle.

Les chapiteaux romans du cloître ont été achevés en 1100 sous l'abbé Ansquitil, mais l'ensemble a été repris au XIIIe siècle avec d'autres colonnettes et d'autres arcades en ogive. Salles des moines, palais des abbés et tour s'échelonnent du XIIIe au XVe siècle. Le tympan du portail sud

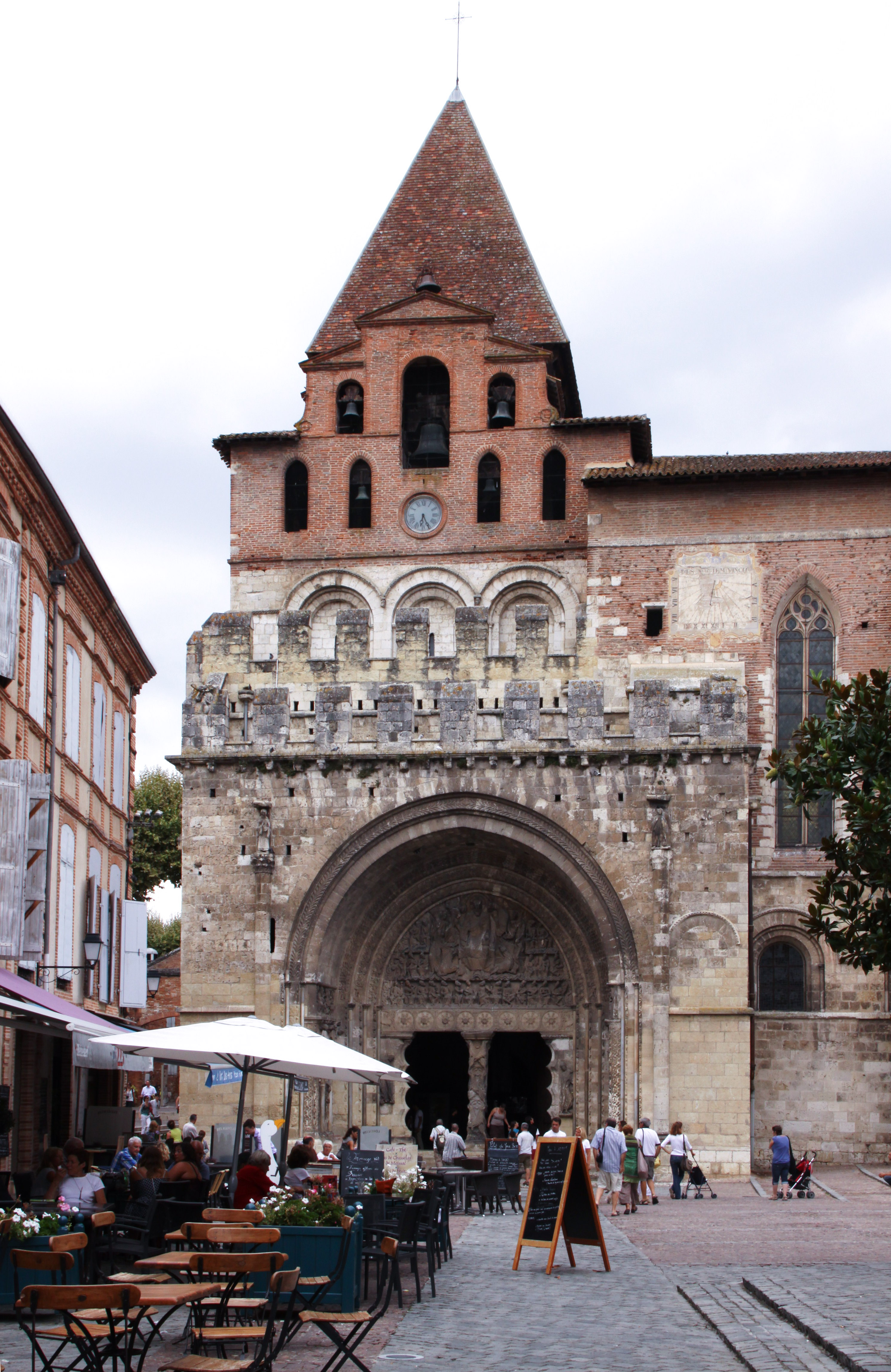
Portail sud de l'église.

Le tympan de la porte sud de l'église Saint-Pierre de Moissac mesure 6,5 m sur 4,5 m.

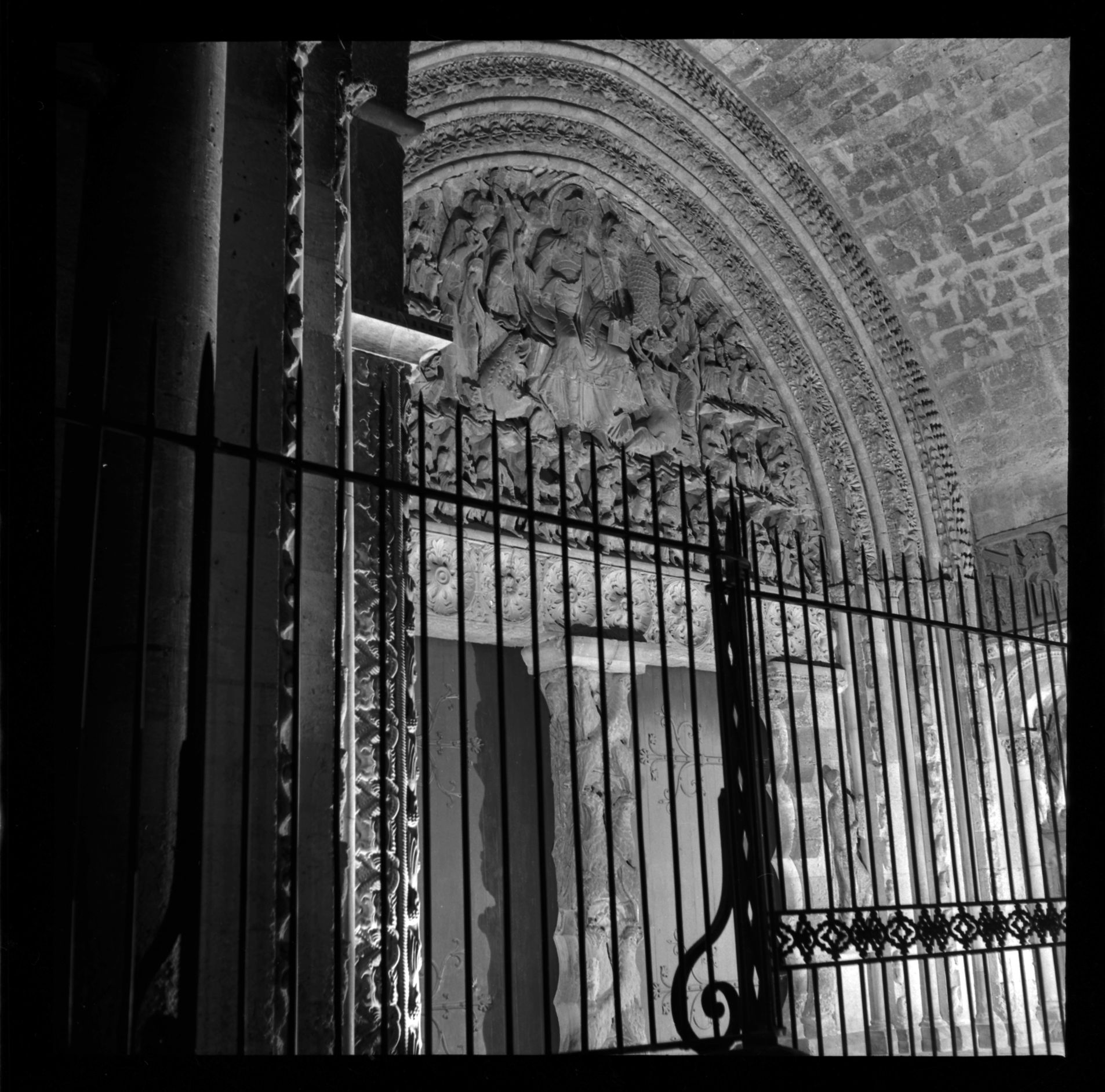
La grille encore en place (fête du raisin Chasselas, octobre 1951).
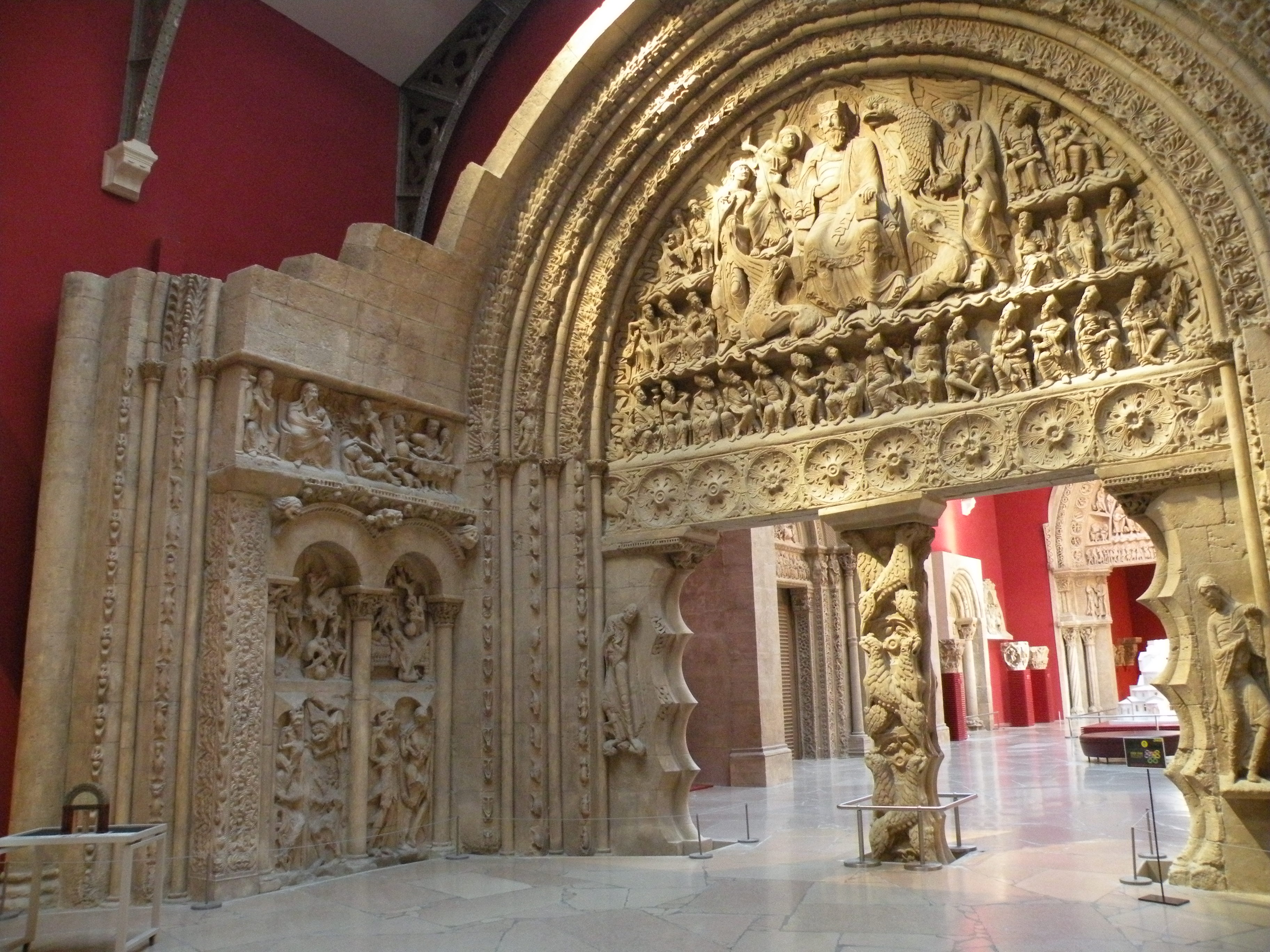
Moulage du portail de l'église abbatiale Saint-Pierre de Moissac, musée des Monuments français, Paris.

Réalisé entre 1110 et 1130, il s’inspire de l'Apocalypse de Jean et présente en son centre un christ en majesté, les pieds reposant sur des nuages ou une mer de cristal (une légende populaire nommait cette dernière Reclovis en hommage à la création supposée par le roi Clovis). Cette figure, couramment utilisée pour le décor des tympans romans, est assise sur un trône en mandorle au champ semé d'étoiles aux rais perçants, évoquant l'arc en ciel de la vision.

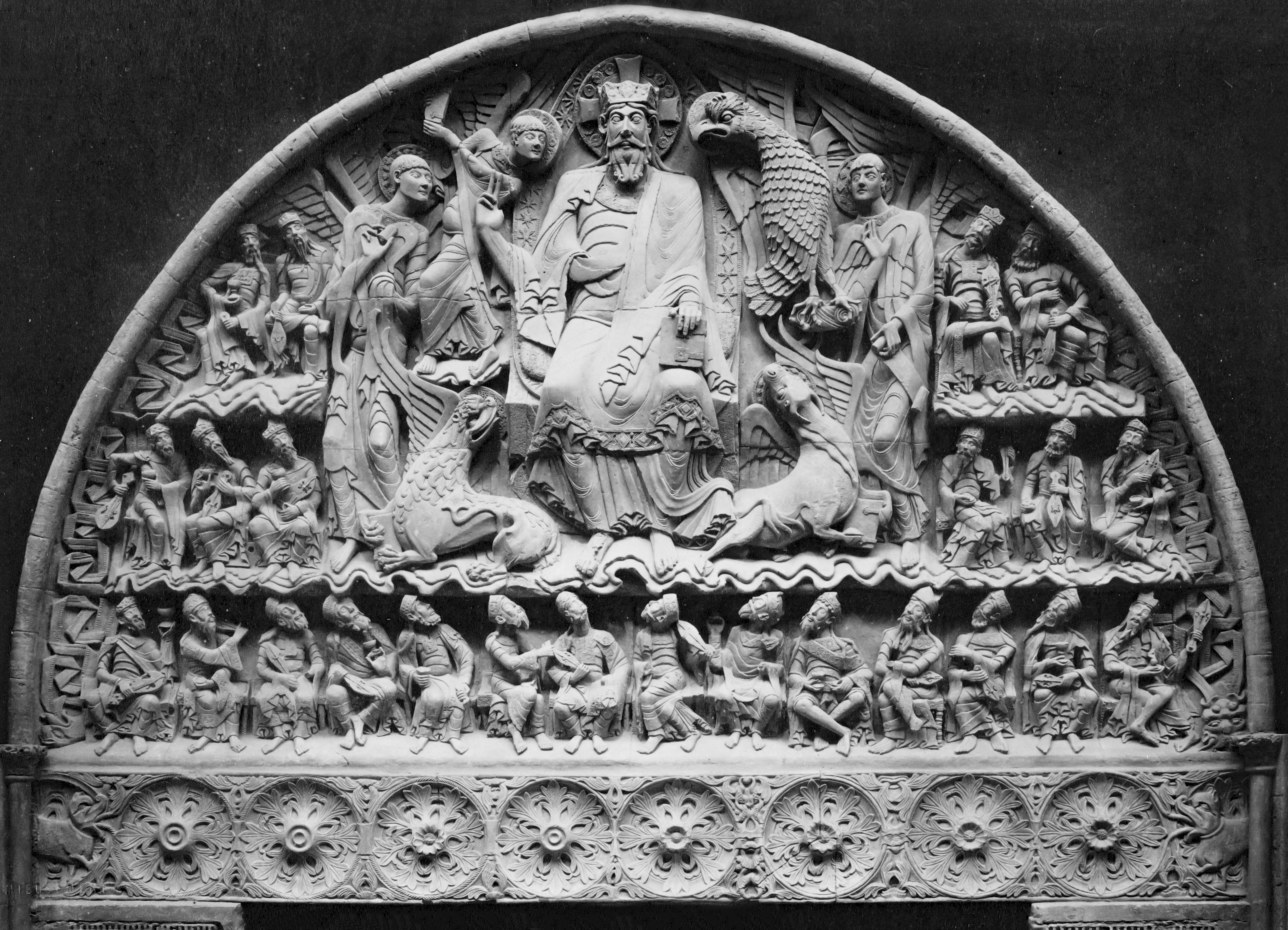
Tympan et linteau du portail sud de l'église, photographiés en 1886 par Séraphin-Médéric Mieusement.

Représentée en empereur romain, la figure centrale porte un costume à la tunique galonnée d'orfroi, au pallium pourpre impérial romain et une couronne quadrangulaire byzantine sertie de gemmes. Le Christ est identifié par sa tête auréolée d'un nimbe crucifère, sa bénédiction de la main droite et sa main gauche qui tient un livre scellé.

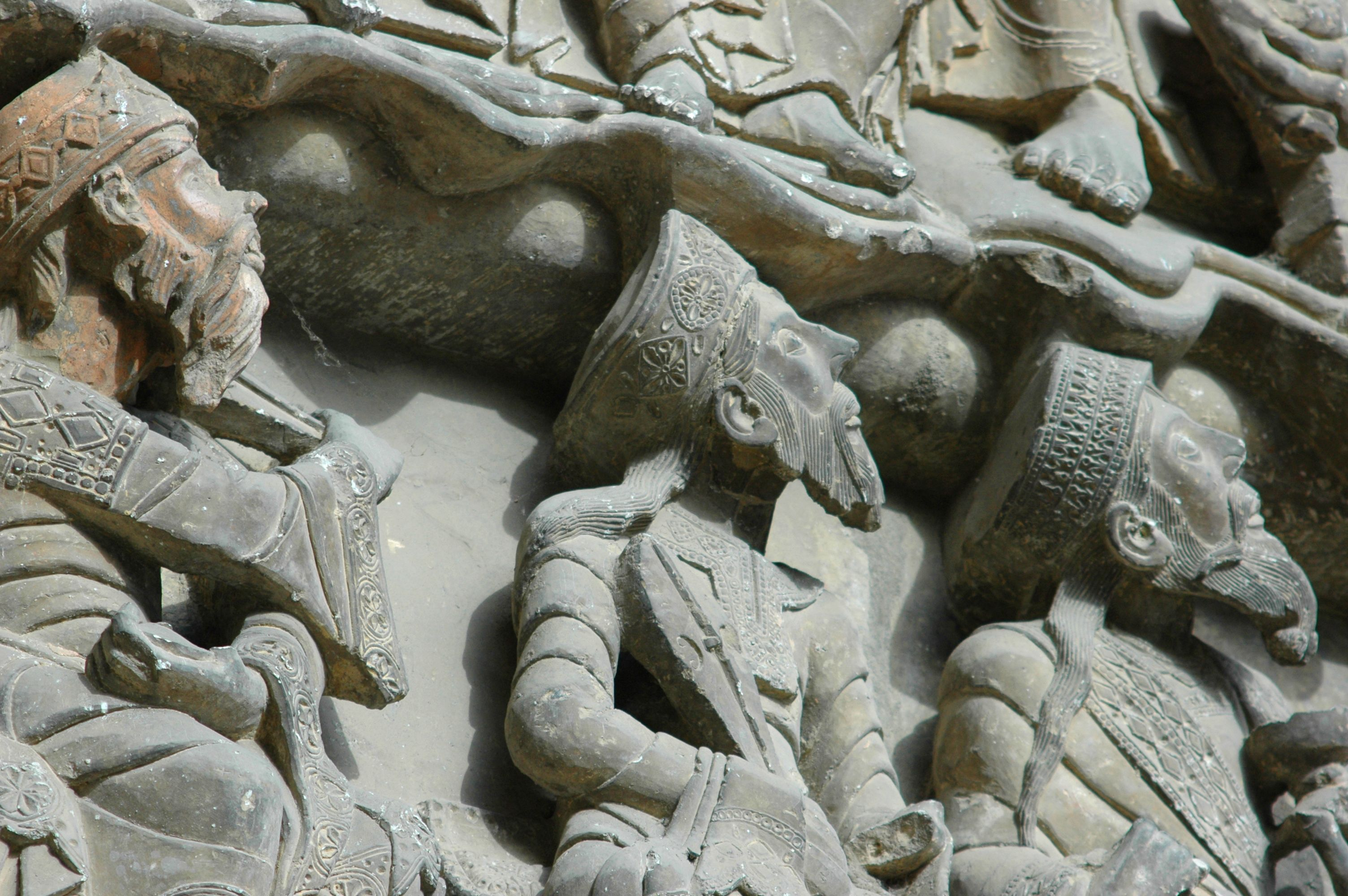
Détail de la porte occidentale.

Elle est entourée des symboles des quatre évangélistes, le tétramorphe. Les quatre animaux du tétramorphe (le lion pour Marc, le taureau pour Luc, l'homme pour Matthieu et l'aigle pour Jean) s'adjoignent aux vingt-quatre vieillards de l'Apocalypse et aux deux séraphins dans un même mouvement contemplatif. Les vingt-quatre vieillards du récit de l'Apocalypse selon Jean s'insèrent en bandeau sur trois registres.
Ils jouent de différents instruments à cordes frottées : vièles à cinq cordes, gigues à une corde parfois interprétées comme des rebecs, descendants du rabâb arabe.

Linteau et voussures
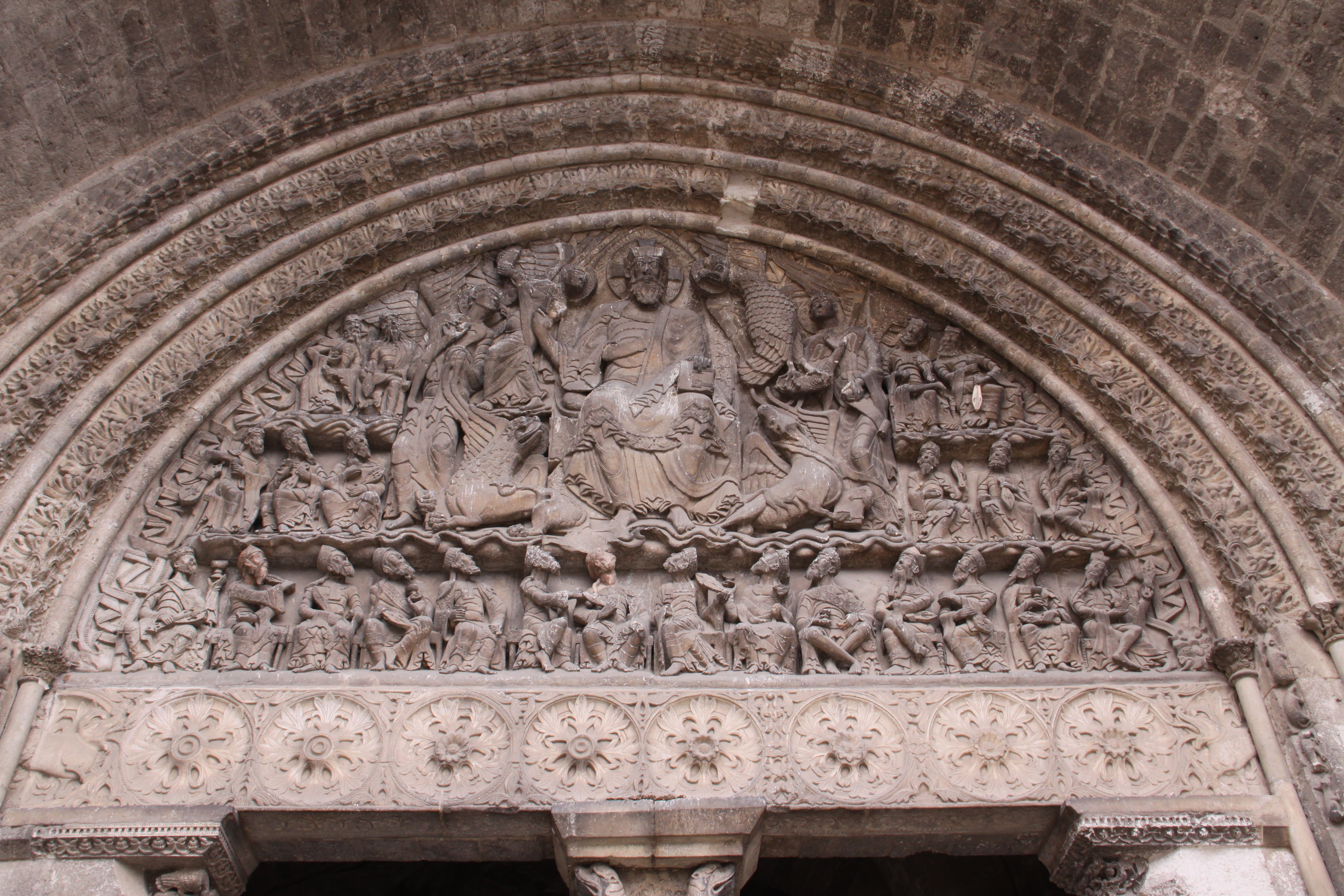
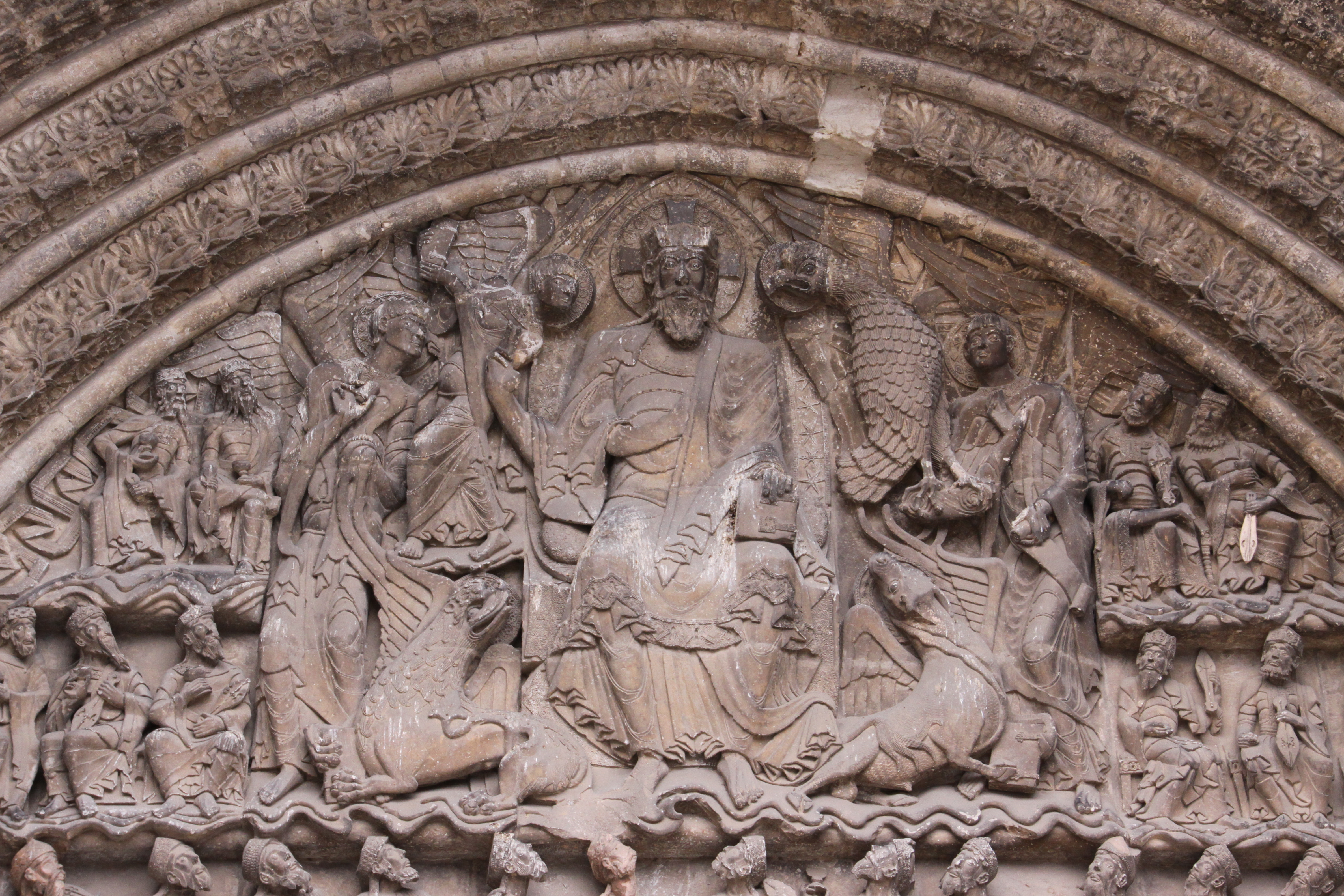

L'hiératisme des personnages, le caractère irréaliste de certaines postures et du traitement des drapés, le manque de liberté des figures par rapport au cadre sont des traits caractéristiques de la sculpture romane. La délicatesse des reliefs et la dimension pittoresque de certains détails accentuent le charme et la dimension spirituelle de ce chef-d'œuvre de l'art roman.

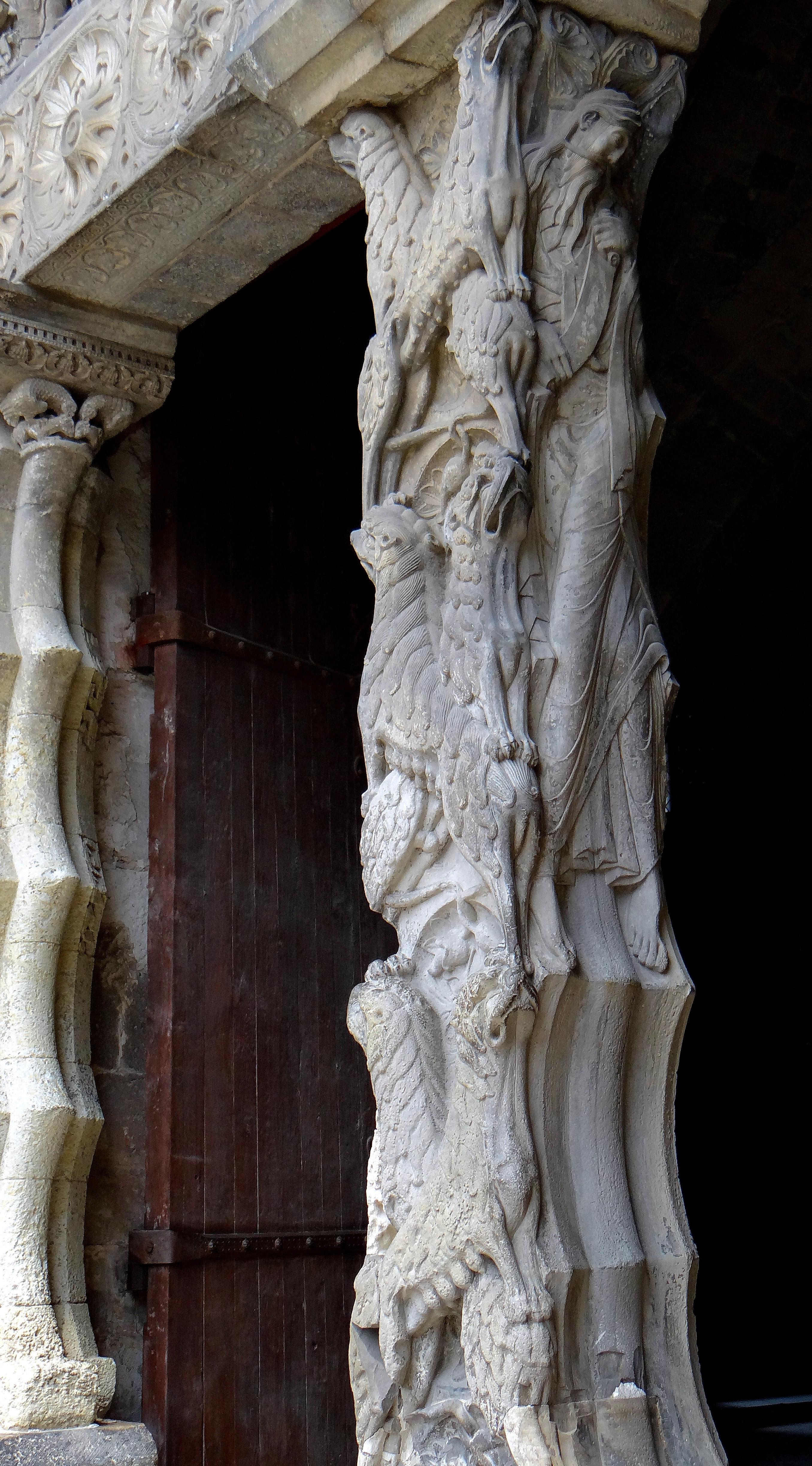
Trumeau et piédroit.

Le linteau et les voussures sont ornés de motifs végétaux. Comme le linteau est analogue à la « pierre Constantine » conservée au musée de Cahors, qui provient d'un monument qui se situait sur une voie romaine entre Cahors et Moissac, les auteurs des sculptures de Moissac ont pu s'inspirer de ce vestige en y ajoutant une décoration de lianes typiquement romane, ou le linteau serait lui-même un reste de monument romain réemployé.[réf. nécessaire]
Le trumeau monolithe est orné d'animaux entrelacés : trois couples de lions et lionnes entrecroisés, placés sur un fond végétal, se superposent sur la face apparente du trumeau et évoquent l'ascension divine; les faces latérales représentent saint Paul et le prophète Jérémie. Quant aux deux personnages des piédroits polylobés d’influence mauresque, ils figurent saint Pierre et le prophète Isaïe. Les deux apôtres sont probablement une allusion au rattachement de Moissac à l'abbaye de Cluny, placée sous la protection de saint Pierre et saint Paul.
Les ébrasements du porche, aussi sculptés, présentent la symbolique médiévale traditionnelle du dualisme latéral (opposition dextre/senestre), le droit et le gauche symbolisant l'antithèse du bien et du mal. Les reliefs de droite montrent, sur trois registres : l'Annonciation et la Visitation, l'Adoration des mages et la Présentation au Temple, la Fuite en Égypte et la Chute des idoles. Le côté gauche illustre la parabole du pauvre Lazare et du mauvais riche, voué aux supplices infernaux réservés aux luxurieux, aux orgueilleux et aux avares, figurant à la partie inférieure (péchés capitaux : luxure et avarice 

Ébrasements du porche
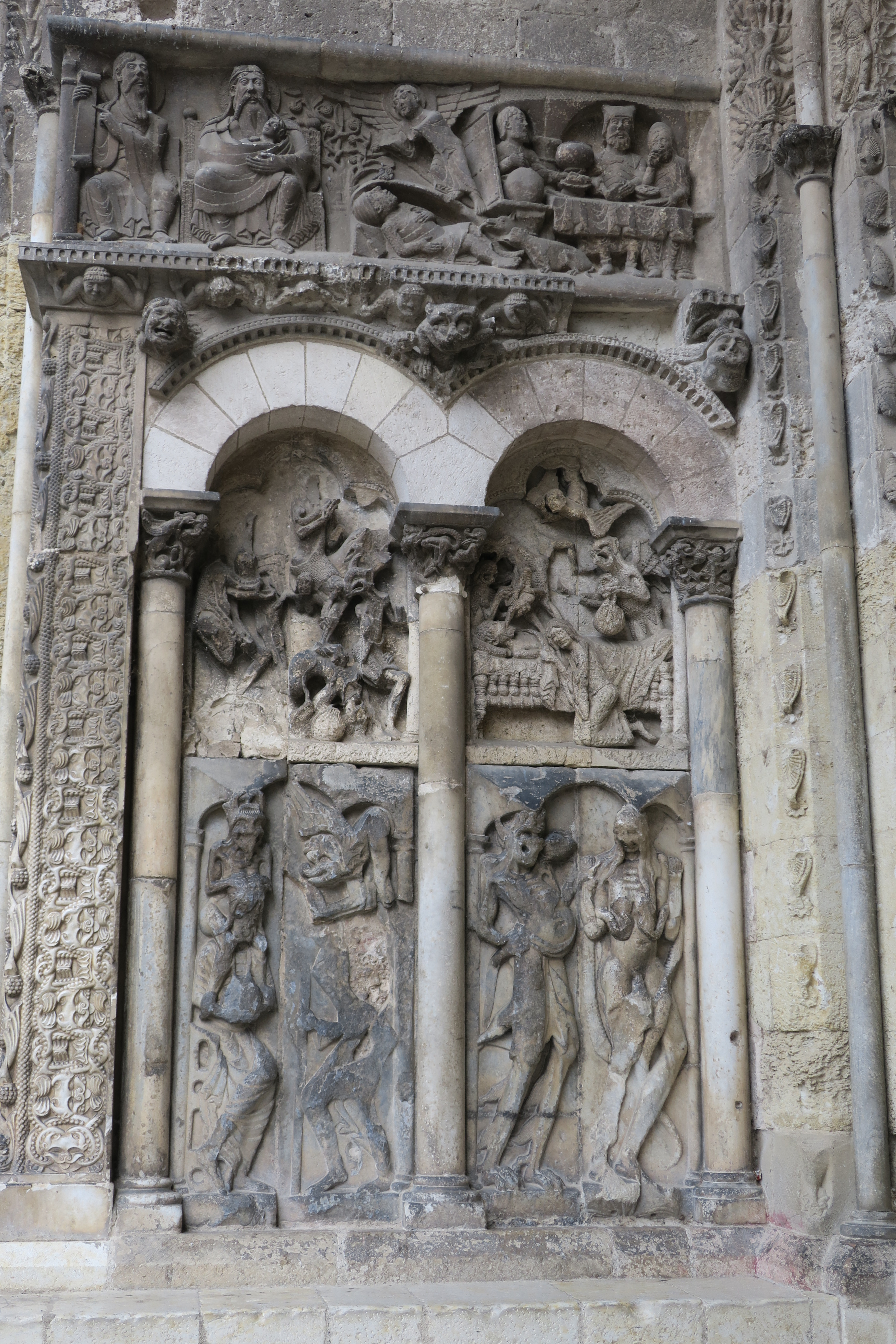
Ébrasement gauche : Lazare, le mauvais riche, les péchés capitaux.
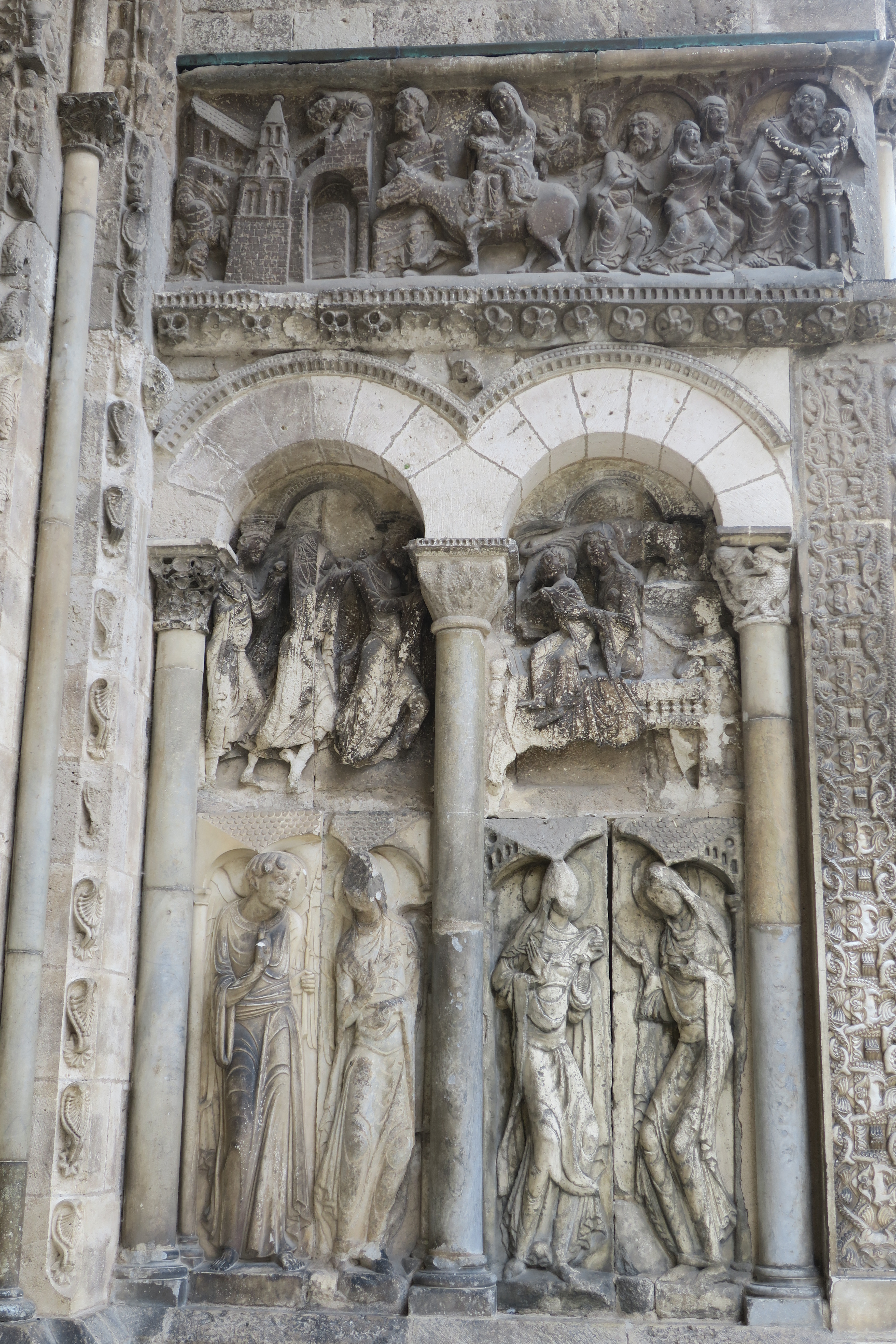
Ébrasement droit : l'Annonciation et la Visitation, l'Adoration des mages et la Présentation au Temple, la Fuite en Égypte et la Chute des idoles.

L'humidité qui règne dans le sous-sol de l'abbatiale Saint-Pierre est d'ailleurs en partie responsable des graves altérations qui affectent aujourd’hui les bas-reliefs du portail roman.

### Le clocher-porche

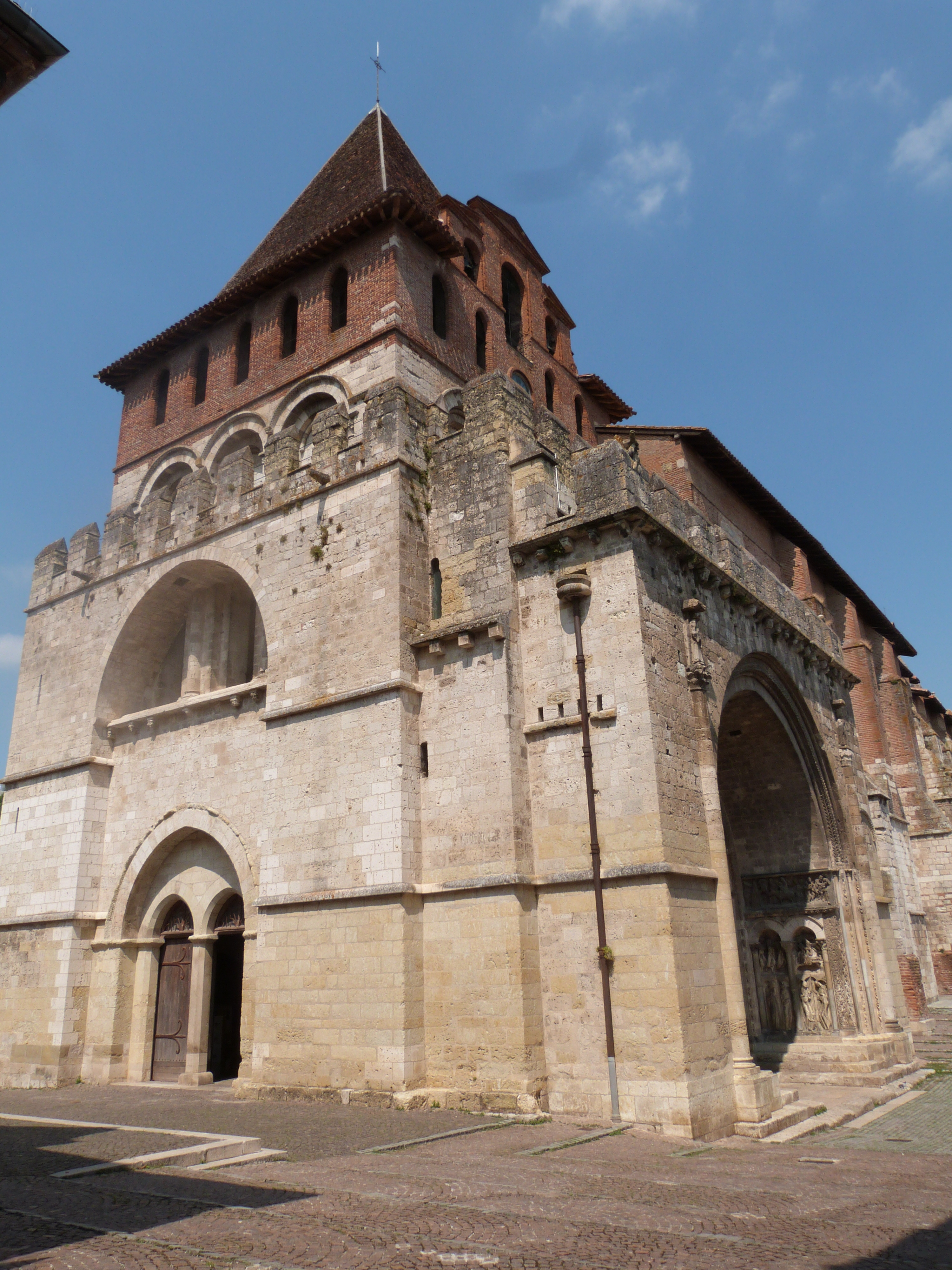
Clocher-porche.

Il ne subsiste de l'édifice roman du XIIe siècle avec le cloître que le clocher-porche situé au sud de la nef qui abrite l'entrée principale et son tympan. Il se compose au rez-de-chaussée d'un narthex surmonté d'une salle haute. Le clocher-porche a été fortifié ou consolidé vers 1180 par une construction doublant le mur initial, qui comporte un chemin de ronde, un parapet crénelé, des archères et une galerie à mâchicoulis. Au-dessus, l'élévation en brique est d'époque gothique.

#### Le narthex

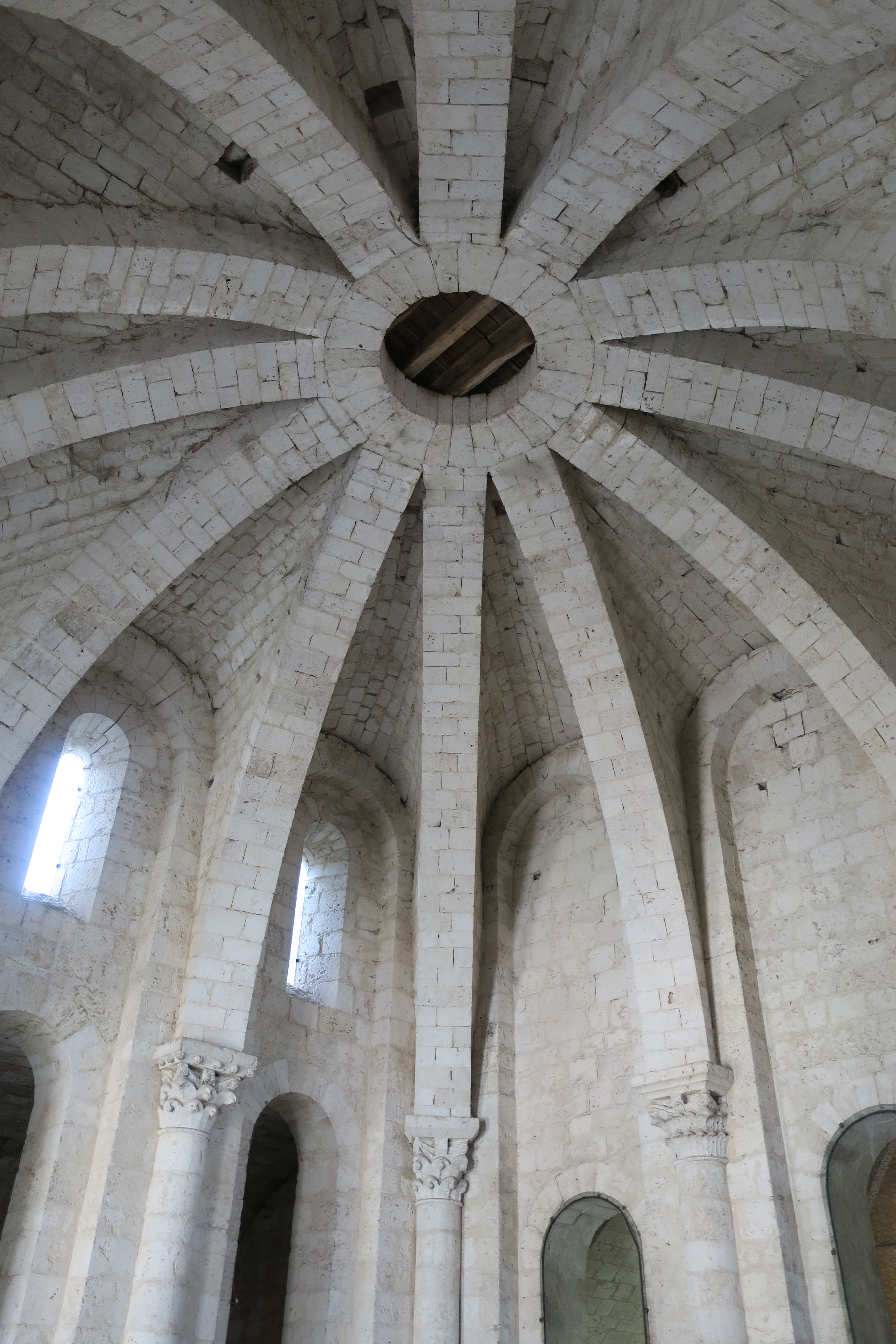
Salle haute.

On pénètre dans le narthex dont la voûte repose sur huit puissantes colonnes engagées à grands chapiteaux très stylisés des XIe et XIIe siècles, soutenant la retombée de quatre nervures en croisée d'ogives.
Le décor des volumineux chapiteaux, chefs-d'œuvre de composition, fait appel à des motifs végétaux ou animaux, tels ces loups et ces louves dont les têtes viennent se confondre, à l'angle, pour enlever un mouton, un oiseau ou un louveteau dans leur gueule. Ces animaux aux corps tendus, disposés en X sur la face principale, annoncent ceux du trumeau; ces images végétales et animales peuvent évoquer le jardin d'Éden.

Narthex
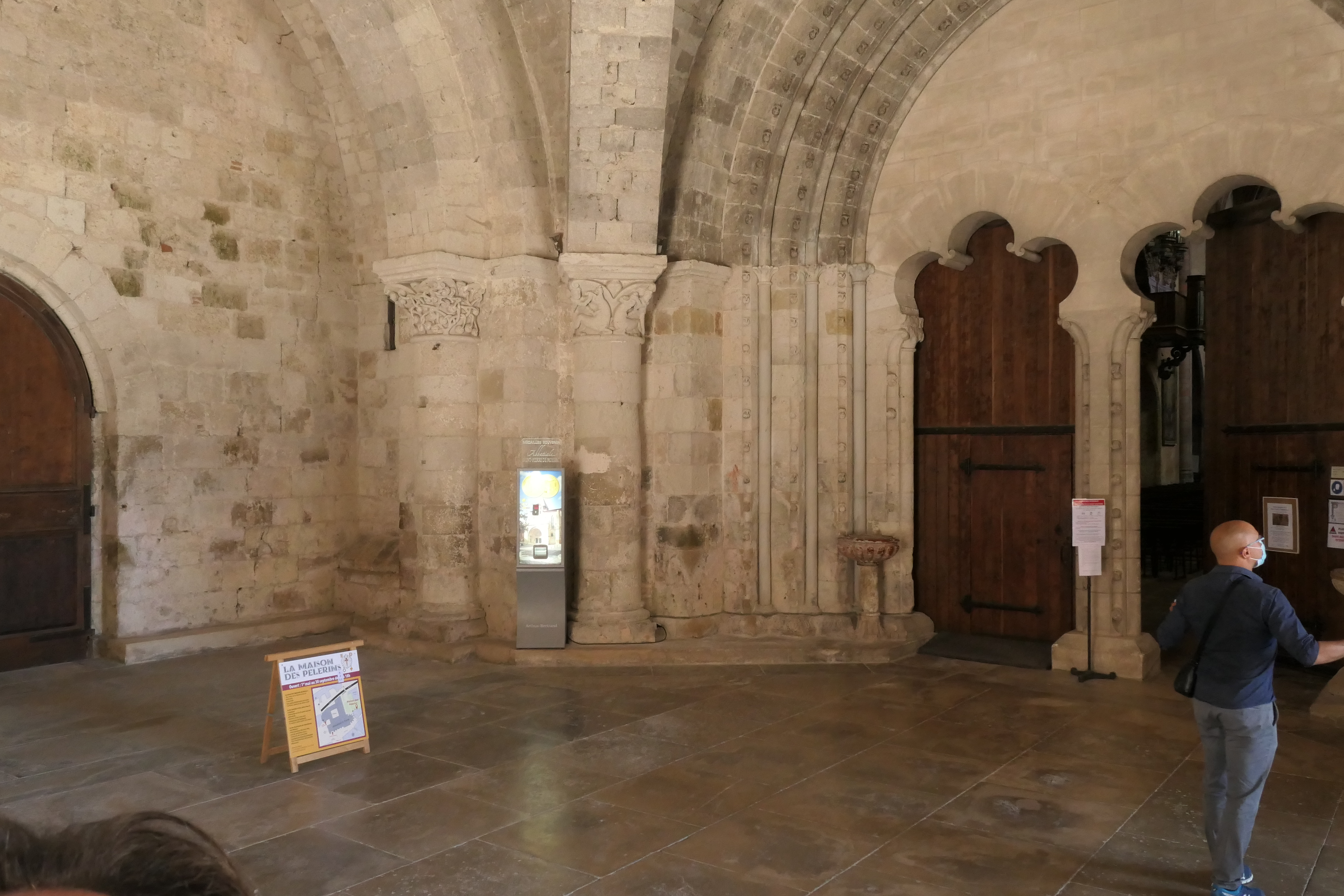
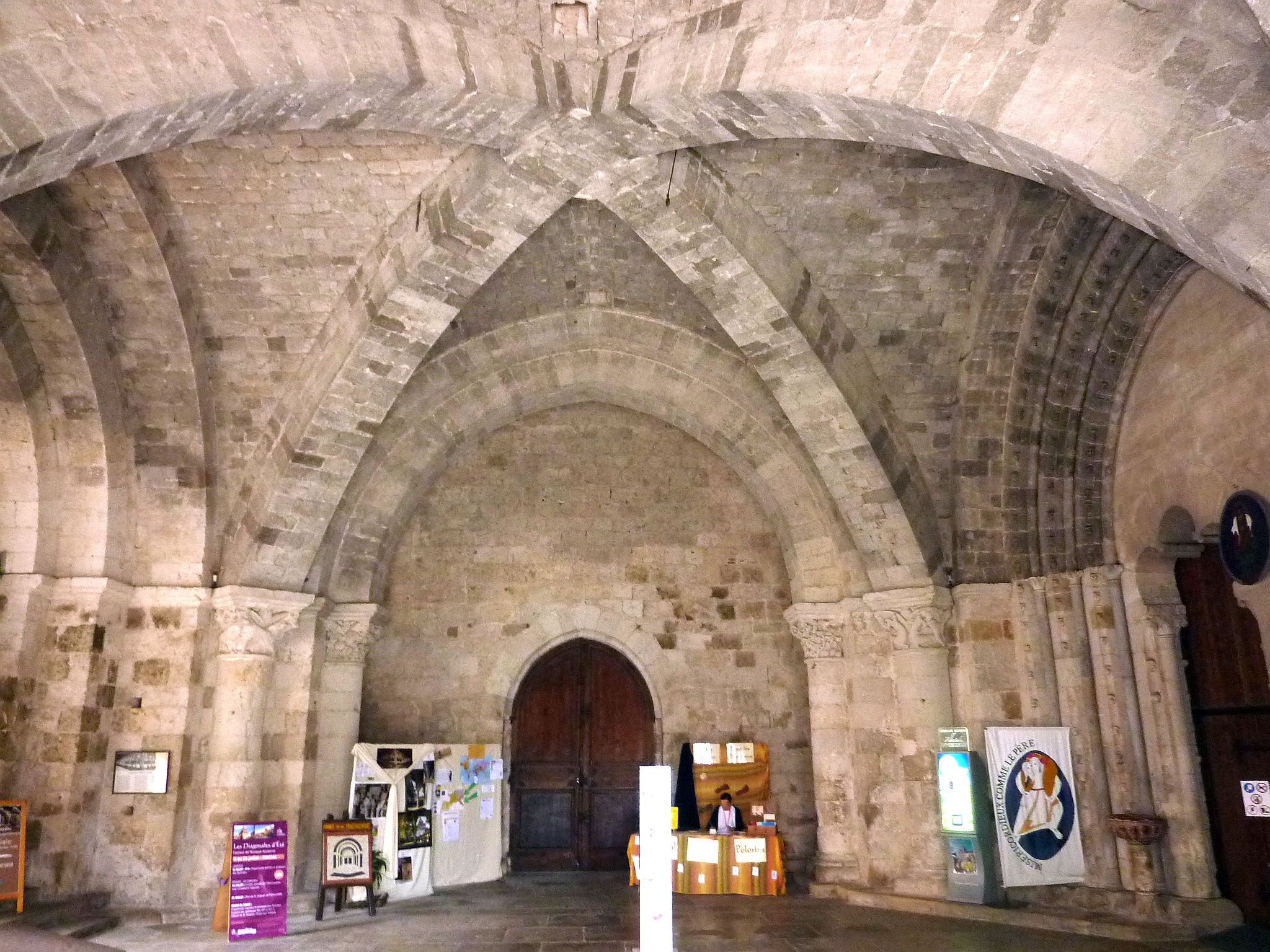
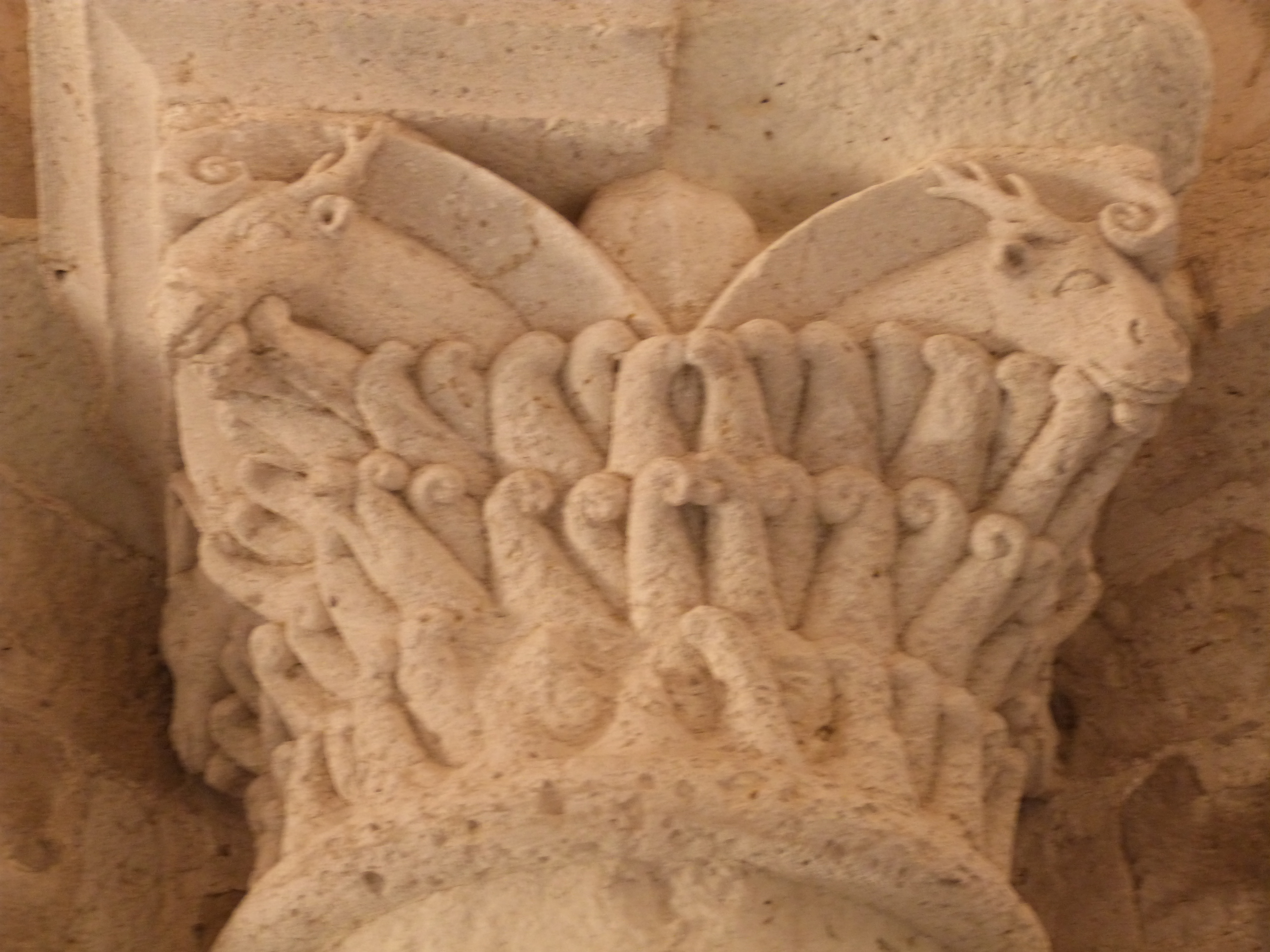
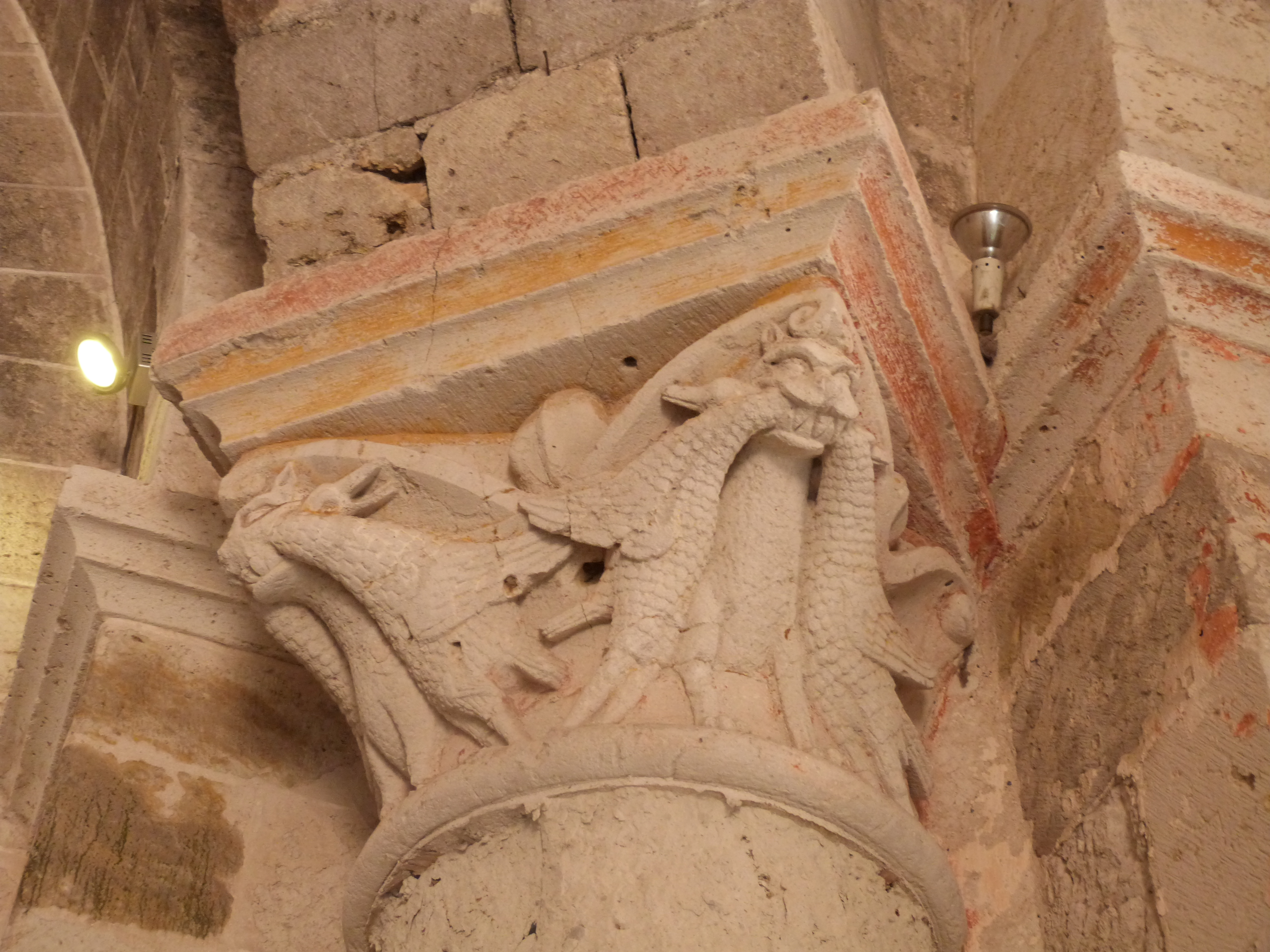

#### La salle haute
Au-dessus du narthex ou pour certains du parvis au regard de sa fonction et de son décor végétal et paradisiaque, se situe une pièce carrée, voûtée, avec douze ouvertures dont la fonction reste indéterminée. Son architecture et sa signification sont peut-être une évocation de la Jérusalem céleste,.

### La nef

#### Extérieur

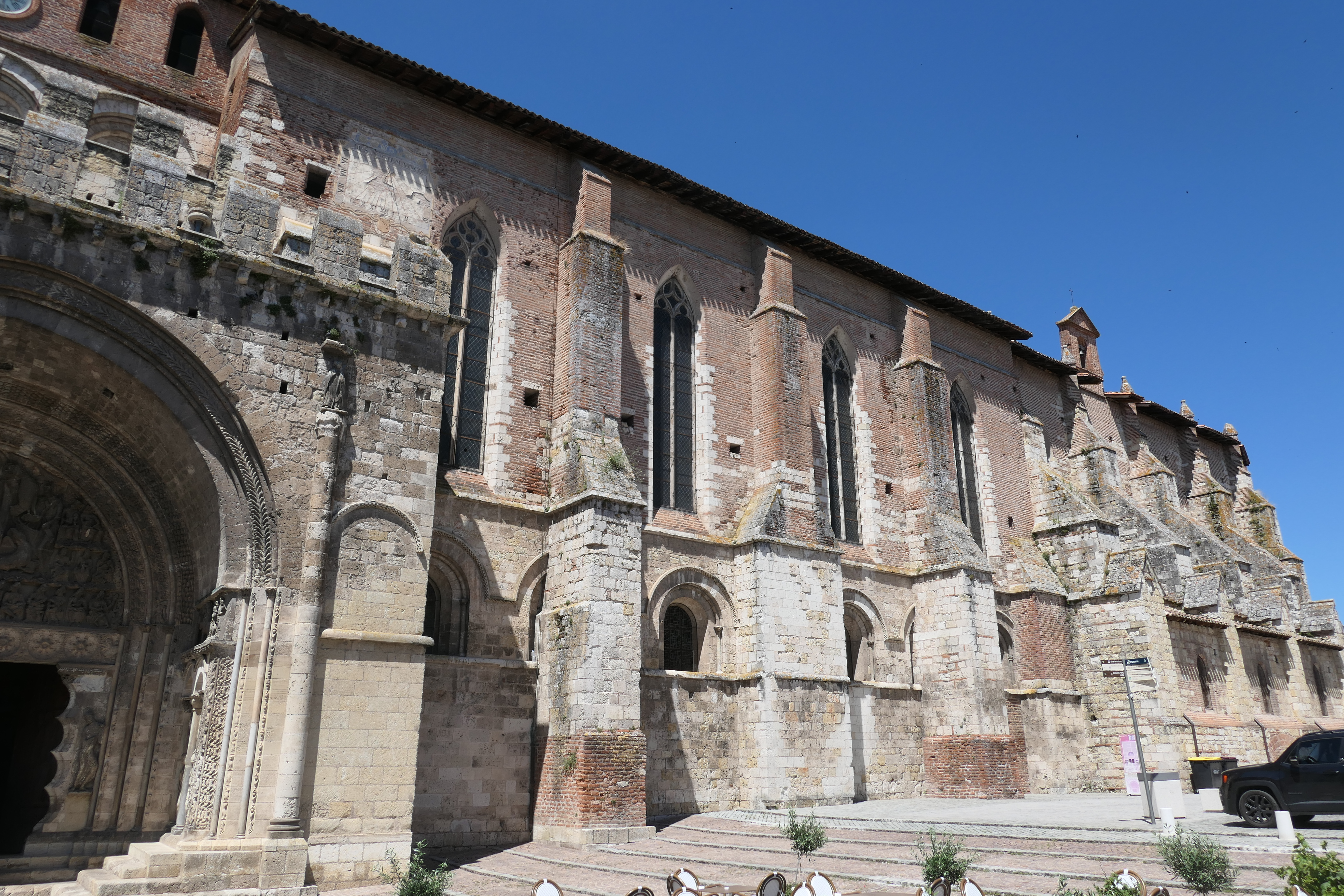
La nef : partie inférieure romane, en pierre ; partie supérieure et fenêtres hautes gothiques, en brique rouge.

De l'extérieur, les deux périodes de construction de la nef sont nettement visibles, avec une partie romane (en pierre) et une autre gothique (en brique). La partie romane est constituée du soubassement des murs de la nef et des fenêtres en plein cintre des parties basses. Le reste a été exécuté au XVe siècle, dans le style gothique méridional.

#### Intérieur
La nef a conservé une partie de son mobilier, dont une Vierge de Pitié de 1476, une charmante Fuite en Égypte de la fin du XVe siècle, ainsi qu'un admirable Christ roman du XIIe siècle, et enfin une Mise au tombeau de 1485. Le chœur est entouré d'une clôture en pierre sculptée, du XVIe siècle, derrière laquelle on a dégagé une abside carolingienne. Stalles du XVIIe siècle. Dans une niche placée sous l'orgue, un sarcophage mérovingien en marbre blanc des Pyrénées.

Mobilier de nef et du chœur
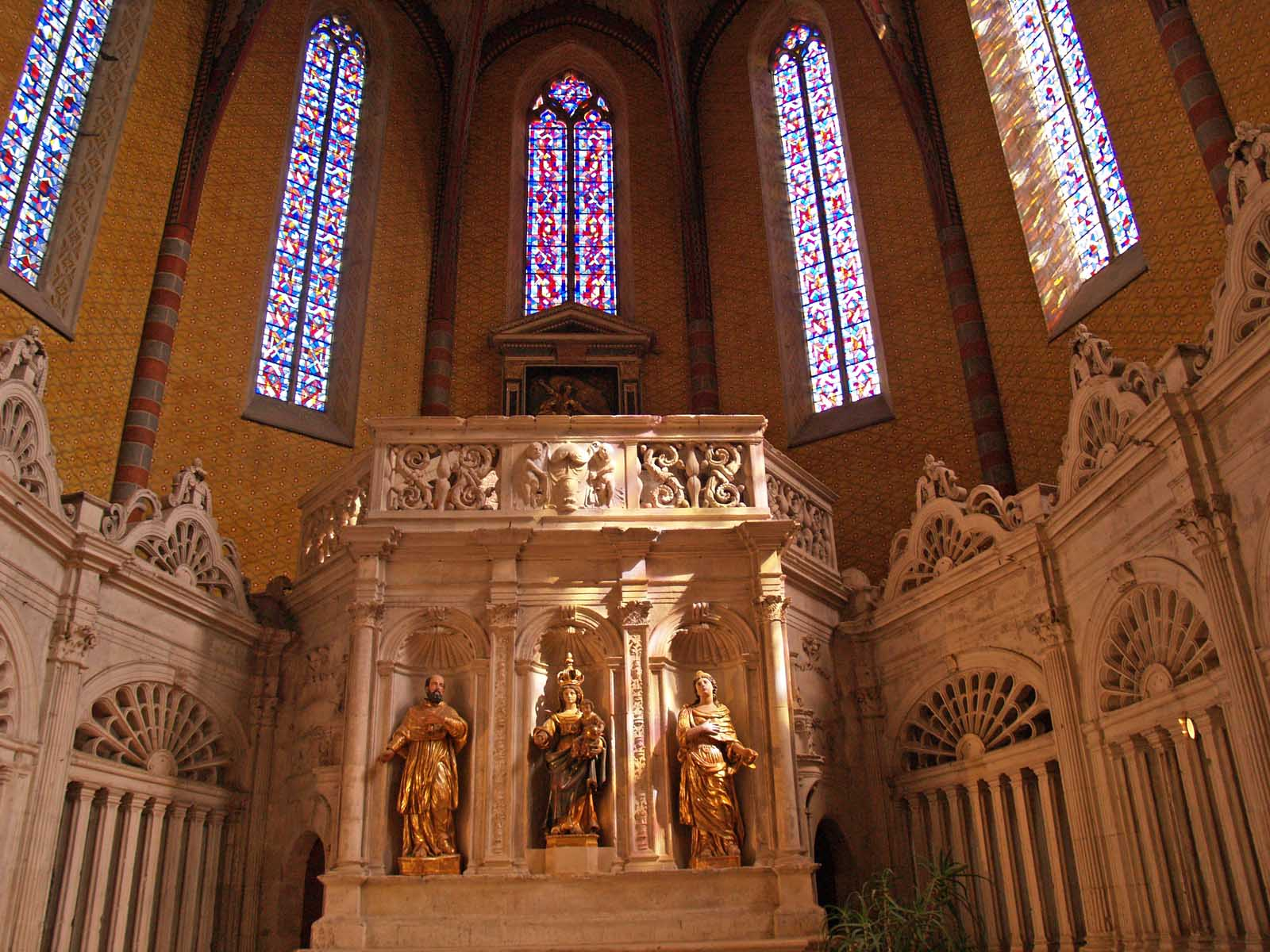
Clôture du chœur.
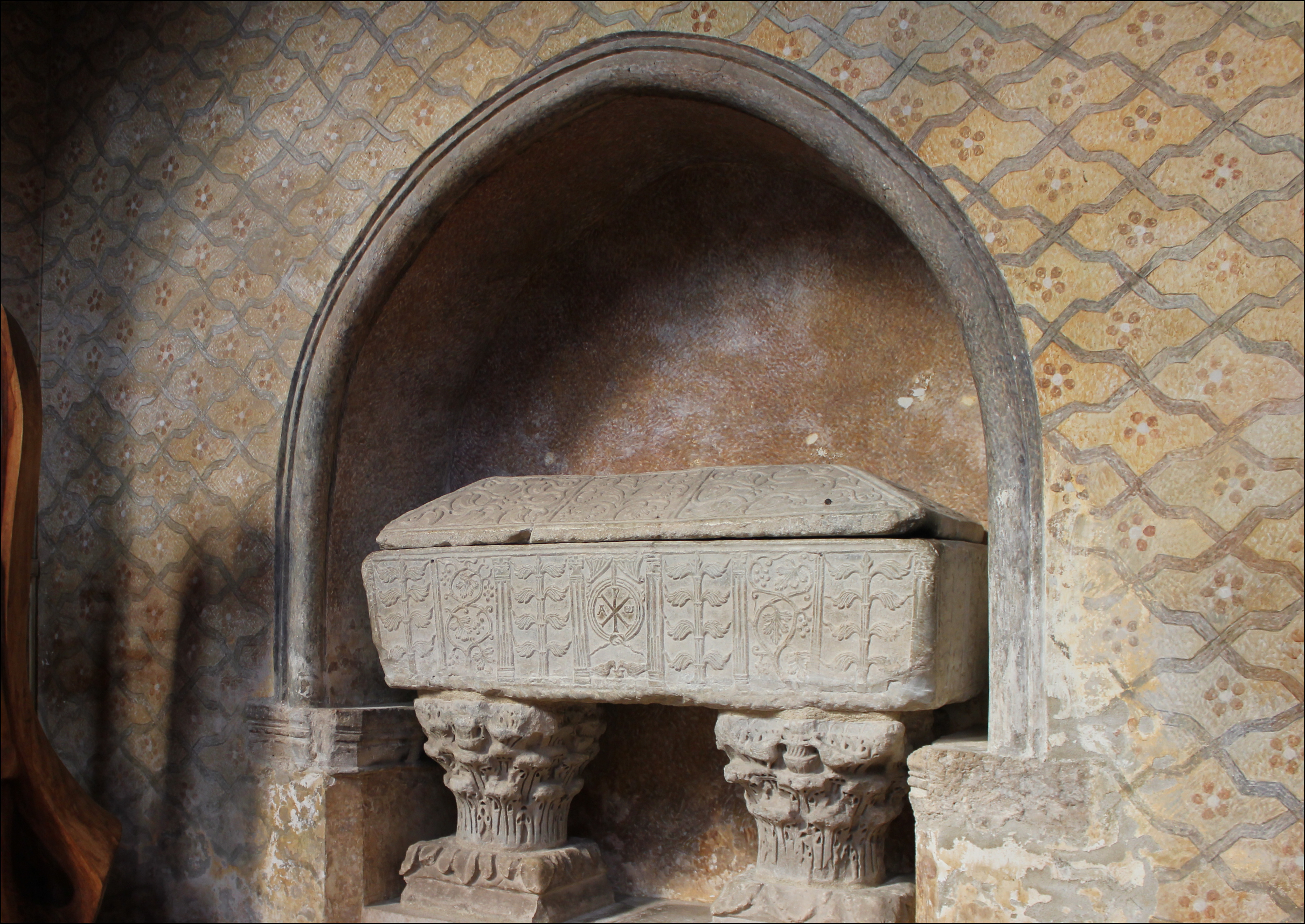
Sarcophage mérovingien en marbre des Pyrénées.
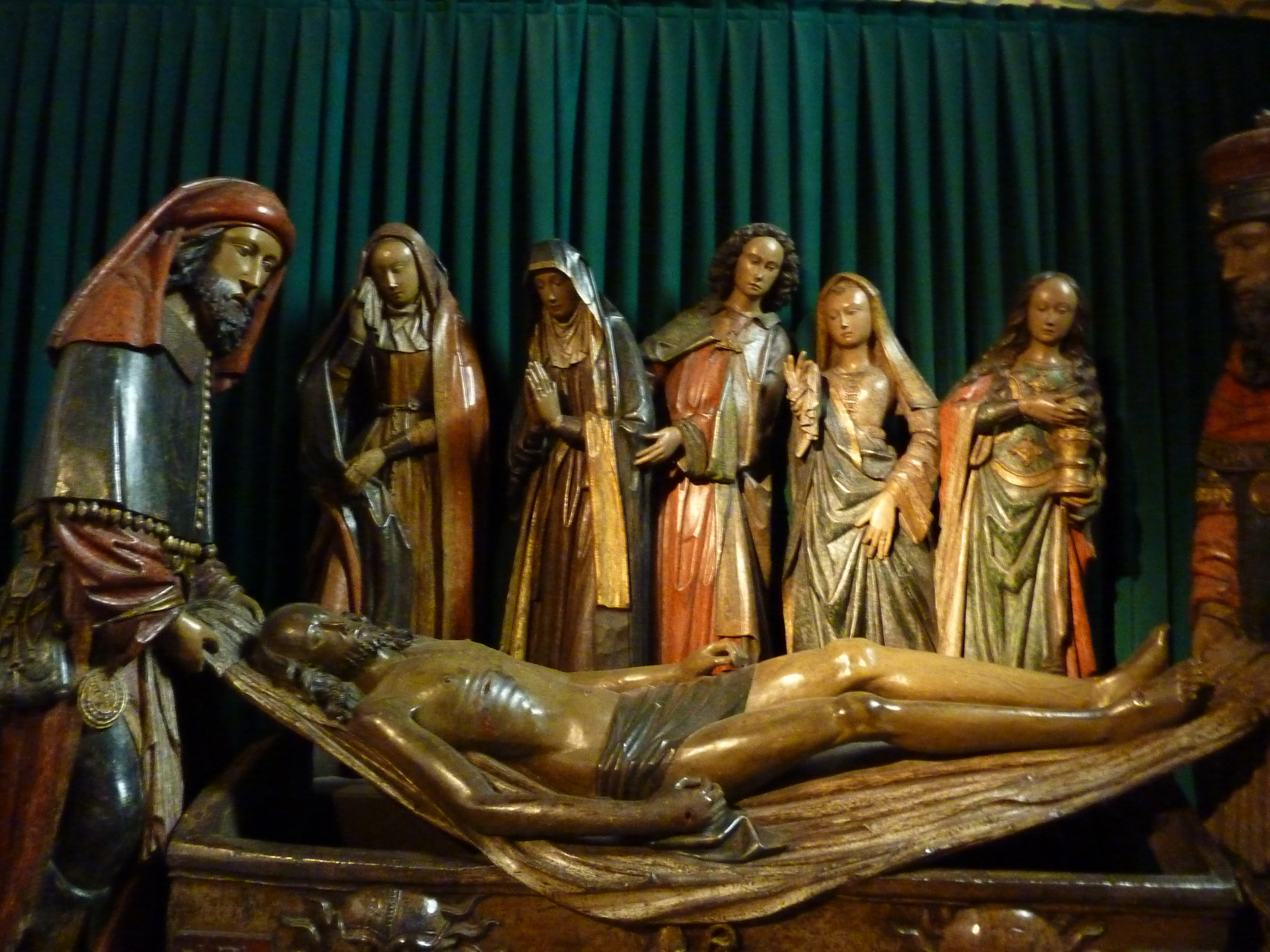
La Mise au tombeau, bois polychrome de la fin du XVe siècle.
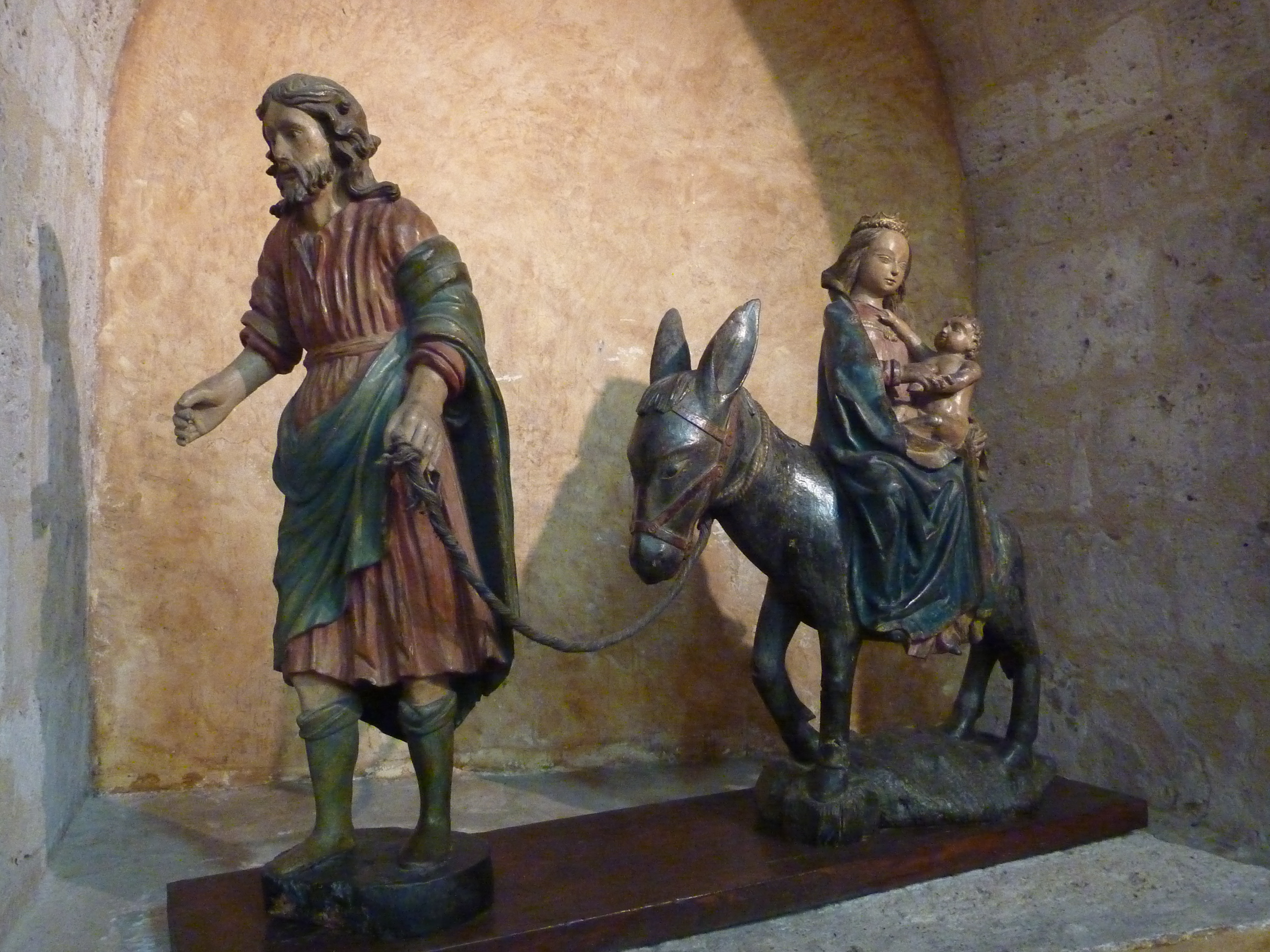
La Fuite en Égypte, œuvre de bois sculpté XVe siècle.

Elle possède, près du chœur un « document » d'intérêt historique : une plaque de consécration, datée de 1063. Son texte, traduit du latin dit :

« La consécration de cette église le cinq novembre s'honore d'avoir rassemblé ces évêques : pour Auch : Ostinde, pour Lectoure : Raymond, pour le Comminges : Guillaume, pour Agen : Guillaume, pour la Bigorre : le bon Héraclius, pour Oloron : Étienne, pour Aire : Pierre, Toulouse : Toi Durand, son protecteur et le nôtre. Foulques, fils de Simon qui fait la loi à Cahors ne fut pas souhaité. C'était 1063 ans après que Dieu eut donné au monde le vénérable enfantement virginal. Pour vous, Ô Christ Dieu, le roi Clovis fonda cette maison. Après lui, Louis le Débonnaire la combla de ses largesses. »

### Le cloître roman
Une inscription permet de dater le cloître très précisément de l'année 1100. Celui-ci est constitué de quatre galeries charpentées dont les arcades retombent sur une série de 116 colonnettes de calcaire, rythmées par une alternance de fûts simples et doubles.
Ses dimensions sont de 31 m sur 27 m.
On compte 12 faces sculptées sur les 8 piliers présents. Toutes les faces sculptées sont celles tournées vers le déambulatoire. Ces piliers sont placés à intervalles régulières : aux extrémités et au centre de chaque galerie charpentée. On trouve un total de 76 chapiteaux et tailloirs présents dans le cloitre. Les piliers et chapiteaux sculptés présentent des décors réalisés en bas-relief et haut-relief. Les décors sont réalisés sur des blocs de marbre. On note que 2 tailloirs présents sont réalisés en marbre des Pyrénées.
Parmi les chapiteaux du cloître, 47 d'entre-eux sont historiés, 11 présentent un décor animalier et 18 présentent des motifs végétalisants.
Les 47 chapiteaux historiés, sculptés sur leurs quatre faces, sont des chefs-d'œuvre de la sculpture romane. Ils présentent des scènes à l'iconographie riche illustrant les écrits bibliques et hagiographiques. On trouve des récits de l'Ancien testament : le sacrifice d'Isaac par Abraham ; le combat de David contre Goliath ; l'épisode de Daniel dans la fosse aux lions. On a également une représentation du prophète Habacuc et du roi néo-babylonien Nabuchodonosor II. Ensuite, on trouve des récits du Nouveau testament : l'Annonciation et la Visitation ; le Massacre des Innocents ; l'Adoration des Mages ; le Baptême du Christ ; les Noces de Cana ; la Pêche miraculeuse ; la Samaritaine au puits ; la Résurrection de Lazare ; le Lavement des pieds. Enfin, on trouve des récits de scènes hagiographiques : le martyre de Saint-Laurent ; Saint-Pierre avec la guérison du paralytique et la délivrance de la prison ; la décollation de Saint-Jean-Baptiste ; le martyre de Saint-Saturnin ; la charité de Saint-Martin. En parallèle, on trouve des représentations du Tétramorphe, de la Sainte-Croix, du Bon samaritain et d'autres animaux fabuleux illustrant les écrits et leur renvoi aux symboles de force, de tentation ou de foi.
Les arcades sont interrompues dans les angles et au centre par des piliers carrés en brique revêtus de plaques de marbre sculptées. Huit d'entre eux, dans les piliers d'angle, représentent des apôtres. Huit des douze apôtres, identifiés par des inscriptions, sont rapprochés deux à deux à chacun des quatre angles : Pierre et Paul au sud-est, Jacques et Jean au nord-est, Philippe et André au nord-ouest, Barthélemy et Matthieu au sud-ouest. Un neuvième apôtre, Simon, est représenté sur le pilier central de la galerie occidentale, côté ouest. Peut-être à l'origine se trouvait-il, avec les trois autres apôtres aujourd’hui manquants, sur les piliers d'un portique qui encadra jusqu'au XVIIIe siècle une belle fontaine à l'angle nord-ouest du préau. Un autre figure Durand de Bredons, premier abbé clunisien de Moissac (1048-1072).
À l'angle Sud-ouest, un escalier conduit à la salle haute, puis au toit d'où l'on découvre une jolie vue, aussi bien sur la ville et, au-delà sur la vallée du Tarn et les coteaux du Moissagais, que sur le cloître lui-même.

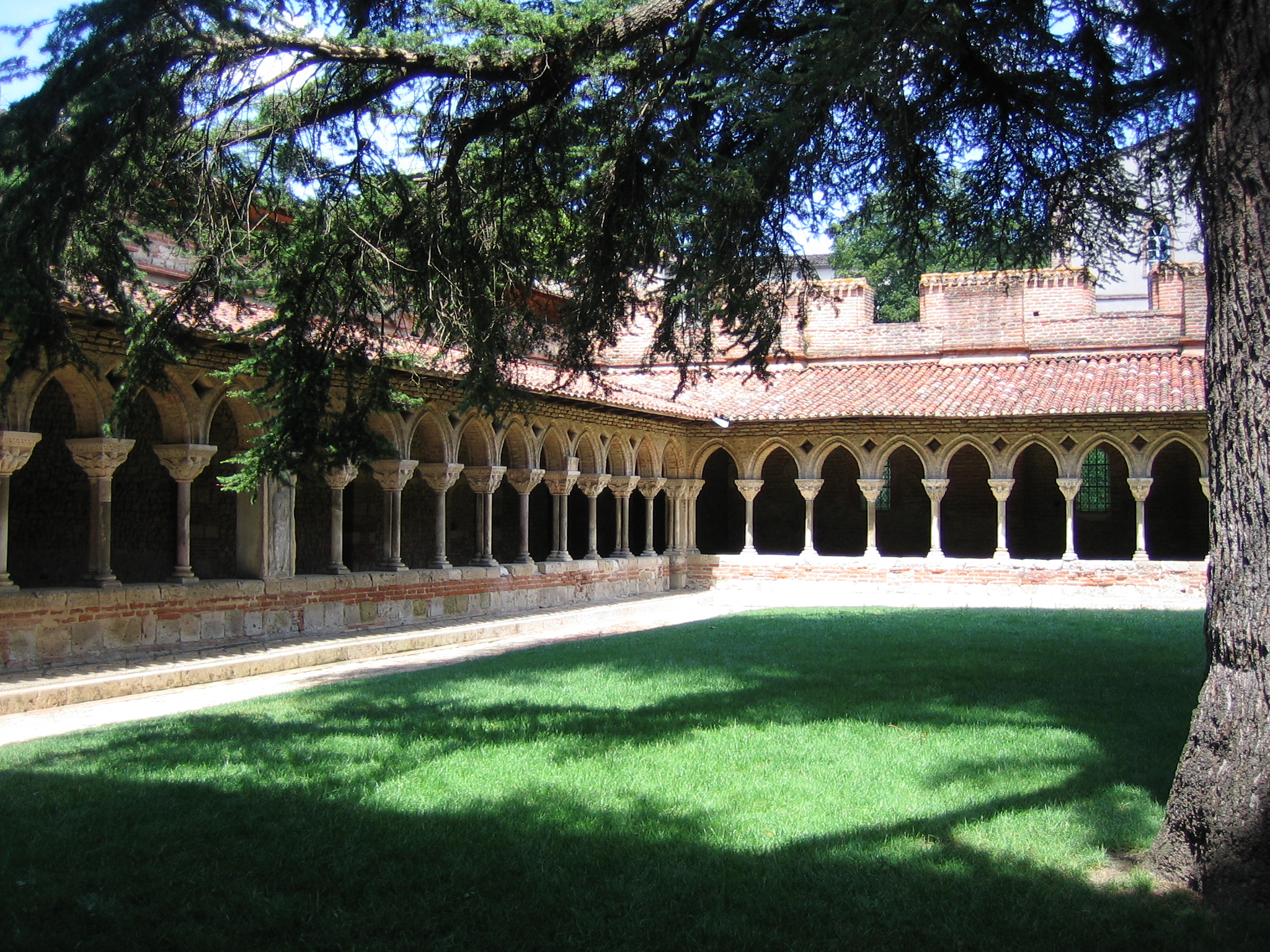
Le cloître.
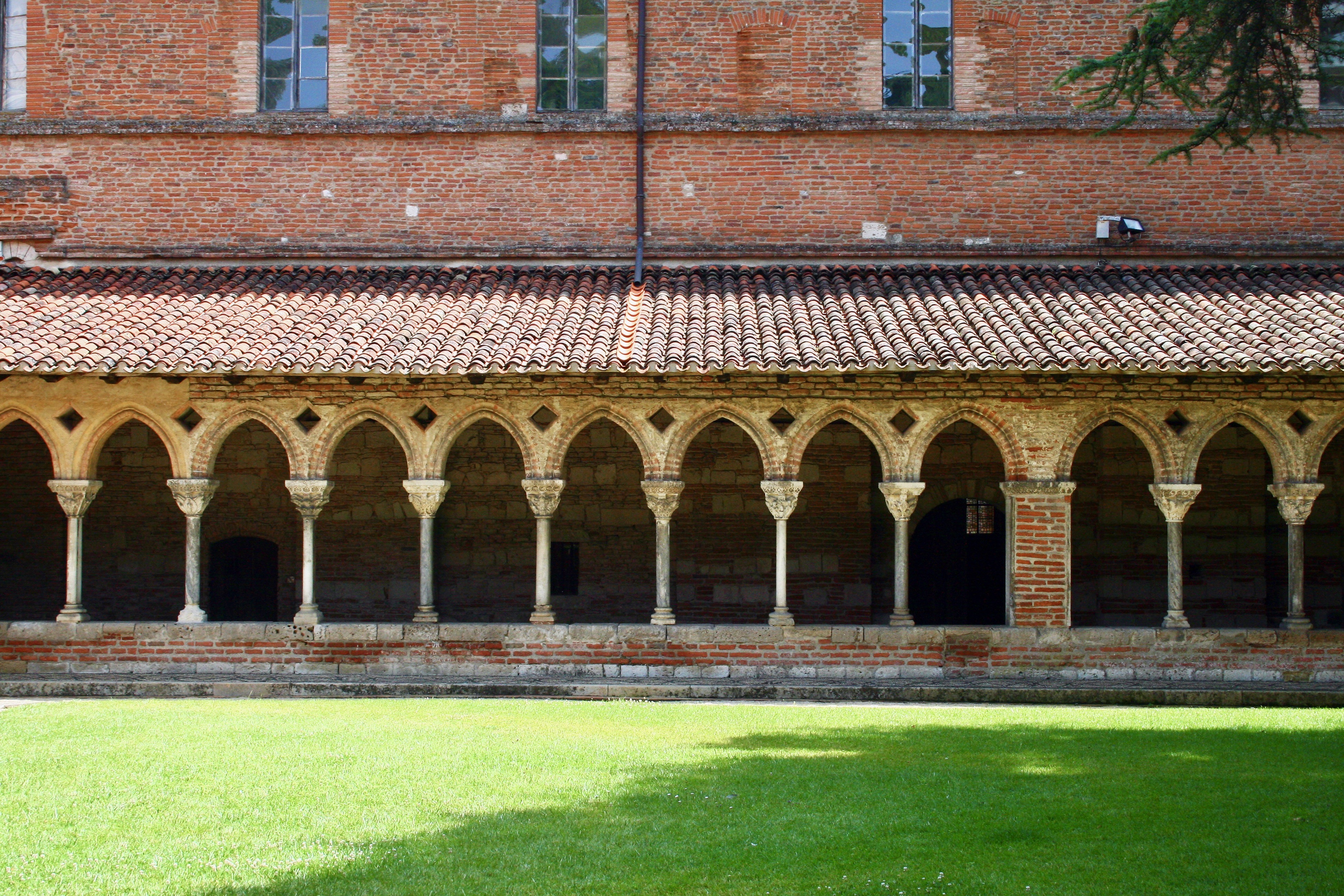
Cloître de l'abbaye Saint-Pierre de Moissac.
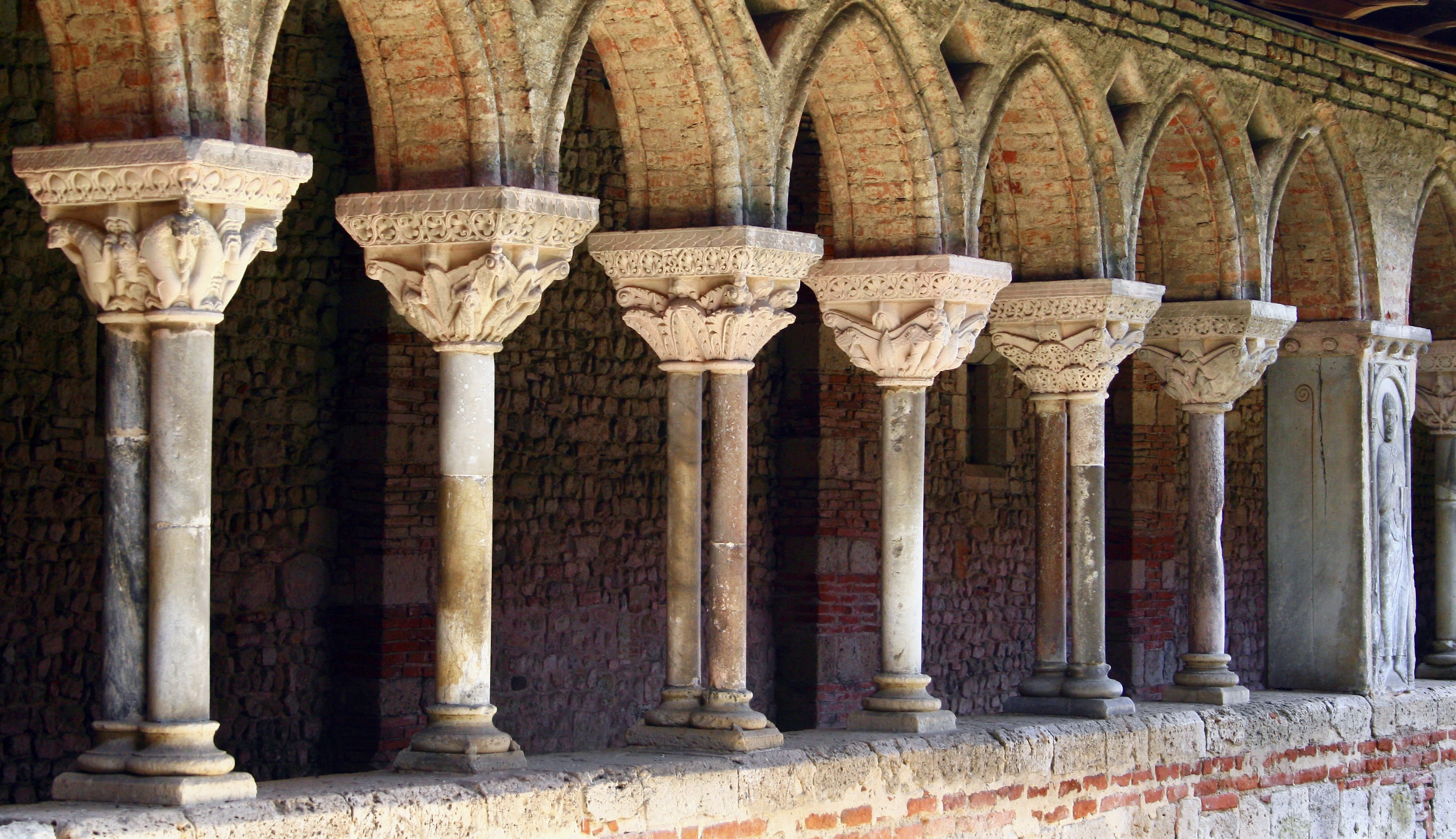
Le cloître.
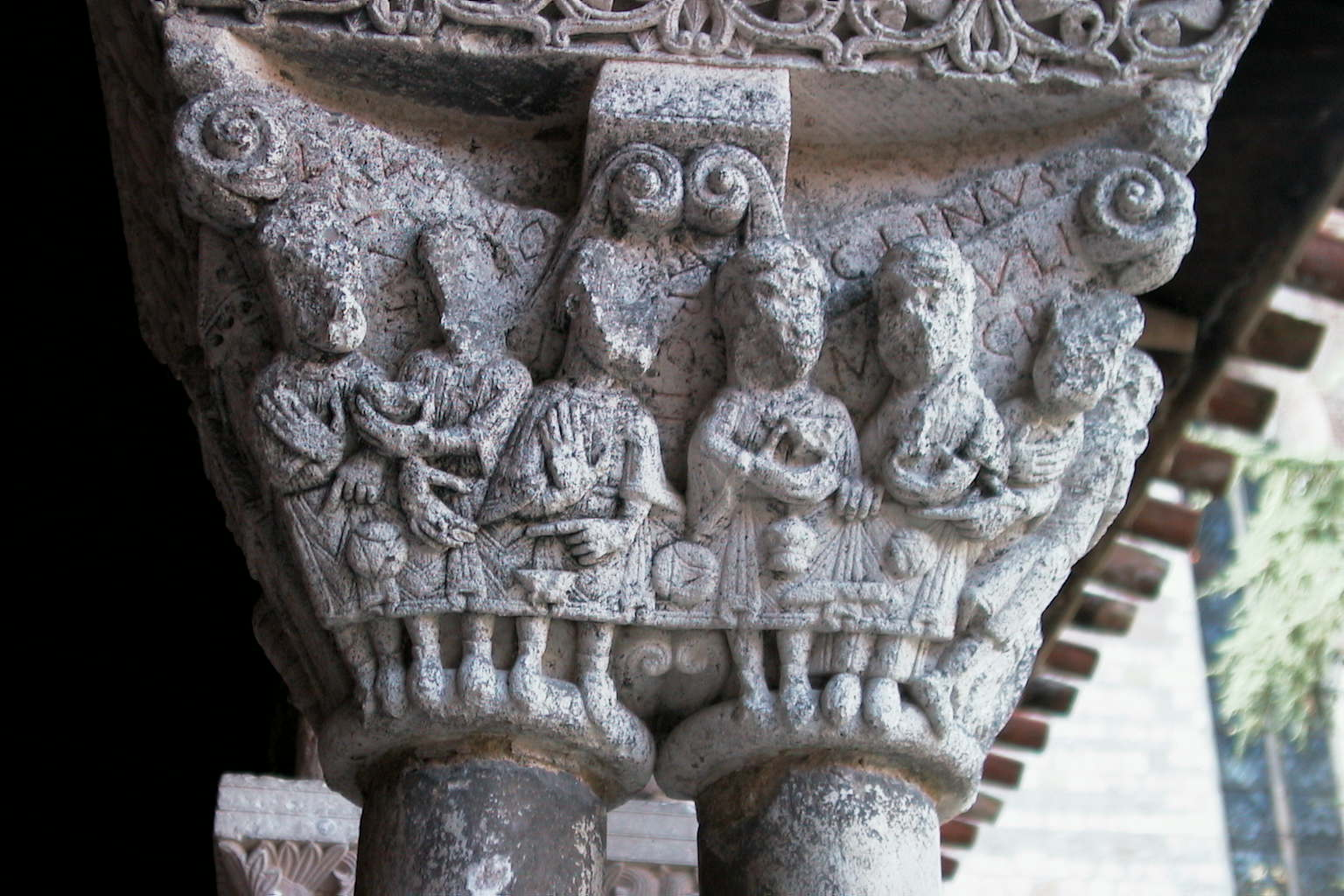
Un chapiteau du cloître.
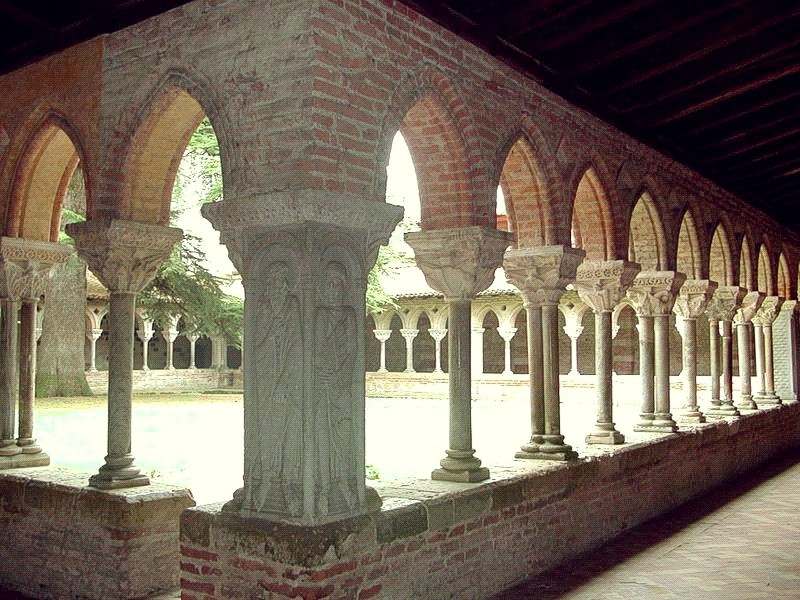
Le cloître.
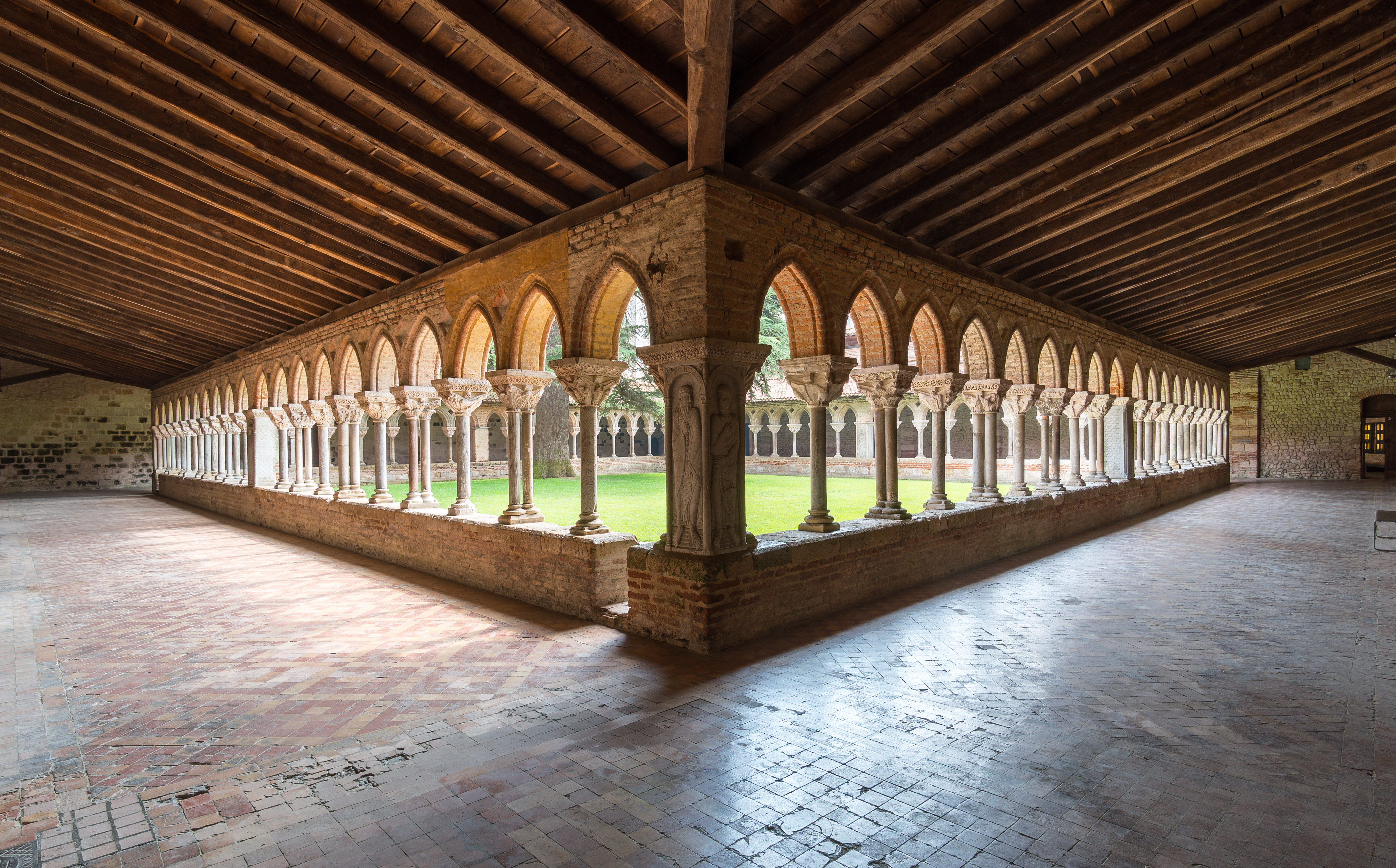
Aussi le cloître.

### Chapelle Notre-Dame de Lemboulari
À l'est du cloître ont été découverts en 2013 les restes bien conservés d'une chapelle du XIIe siècle, identifiée par la conservatrice du patrimoine de Moissac comme associée à une statue polychrome connue sous le nom de « Notre-Dame de Lemboulari ». Cette découverte viendrait confirmer l'ancrage clunisien du groupe monastique de Moissac.

## L'orgue

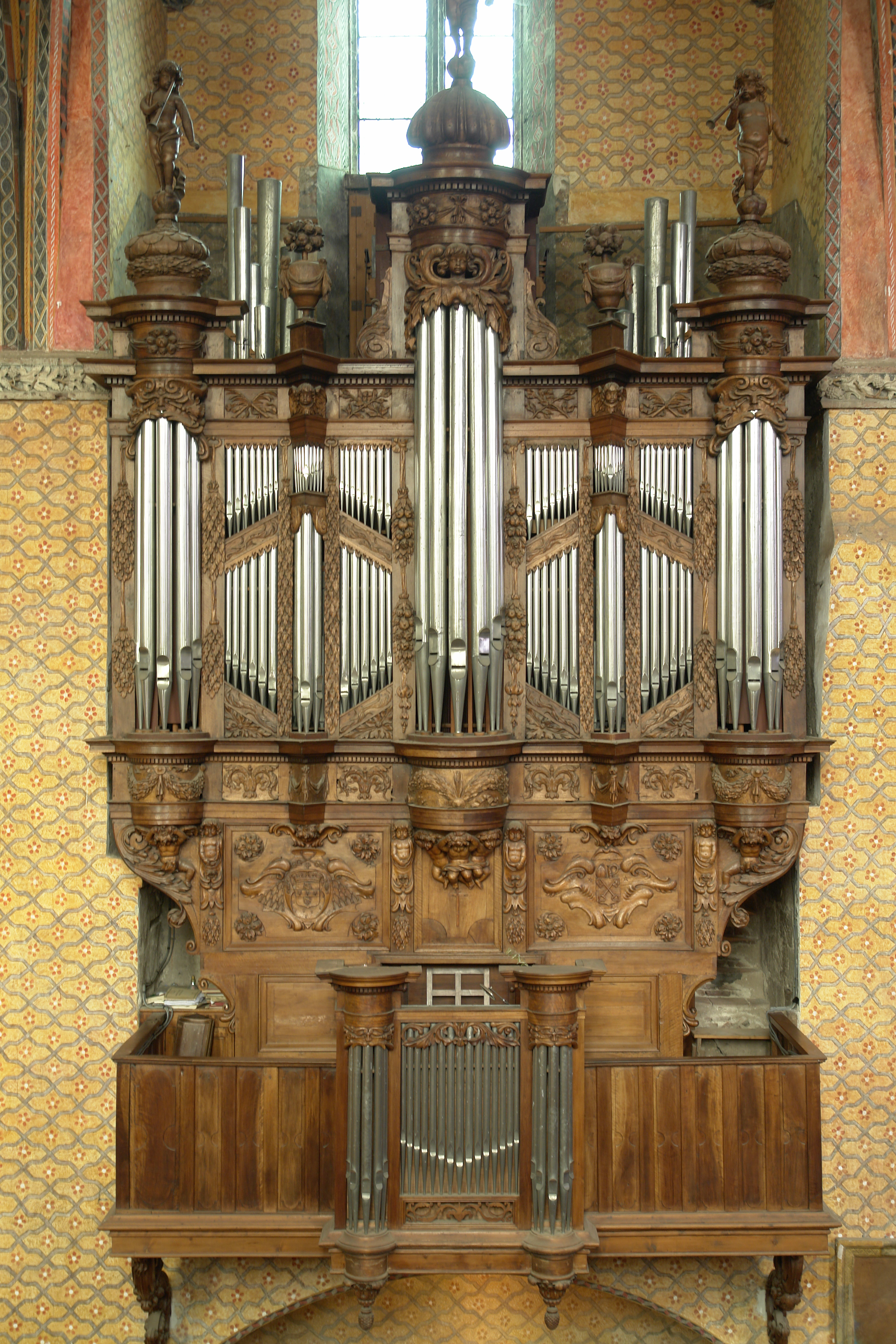
Orgue Cavaillé-Coll de Moissac.

L'abbé Jules Mazarin, commendataire du monastère de l’abbatiale, avait des dettes envers l’abbatiale et en 1663, le mandataire du chapitre obtient de Mazarin la somme de 3 000 livres. Cette somme permit de financer la construction d’un orgue. En 1665, le syndic du chapitre confie la confection du buffet à Jean Dussault, sculpteur montalbanais, sur les plans de Jean Haou, facteur d‘orgue réalisant la partie instrumentale.
Tout ce qui nous reste de cet orgue construit au milieu du XVIIe siècle est le grand corps du somptueux buffet que nous pouvons admirer aujourd’hui. Le positif dorsal, vide depuis le XIXe siècle, fut construit au cours du XVIIIe siècle.
L'abbatiale de Moissac a la chance de posséder un instrument du célèbre facteur d'orgues Aristide Cavaillé-Coll, qui nous est parvenu intact.
En 1863, Aristide Cavaillé-Coll obtient le marché pour la reconstruction de l'orgue. Il ne conserve de l'instrument du XVIIe siècle que son somptueux buffet. Tout le reste est refait à neuf. L’instrument possède alors 24 jeux répartis sur 2 claviers de 54 notes et un pédalier de 27 notes.
Classé monument historique en 1977, il est restauré par la Manufacture languedocienne de Grandes Orgues de Lodève en 1989.